# Basilica di Sant'Ambrogio
La basilica di Sant'Ambrogio (basilega de Sant Ambroeus in dialetto milanese), il cui nome completo è basilica romana minore collegiata abbaziale prepositurale di Sant'Ambrogio (nome originario paleocristiano basilica martyrum), è una delle più antiche chiese di Milano. Si trova in piazza Sant'Ambrogio e rappresenta non solo un monumento dell'epoca paleocristiana e romanica, ma anche un punto fondamentale della storia milanese e della Chiesa ambrosiana. È tradizionalmente considerata la seconda chiesa per importanza della città dopo il Duomo di Milano. Insieme alla basilica prophetarum, alla basilica apostolorum ed alla basilica virginum, la basilica martyrum è annoverata tra le quattro basiliche ambrosiane, ovvero quelle fatte costruire da sant'Ambrogio.
Edificata tra il 379 e il 386 in epoca romana tardoimperiale per volere del vescovo di Milano Ambrogio, nell'epoca in cui la città romana di Mediolanum (la moderna Milano) fu capitale dell'Impero romano d'Occidente de facto (ruolo che ricoprì dal 286 al 402), venne quasi totalmente ricostruita assumendo l'aspetto definitivo tra il 1088 e inizio XII secolo. Della chiesa originale paleocristiana del IV secolo la nuova basilica dell'XI secolo ereditò scrupolosamente la pianta: tre navate absidate senza transetto con quadriportico antistante. Il suo complesso architettonico è composto dal monastero di Sant'Ambrogio, dalla canonica di Sant'Ambrogio, dalla chiesa di San Sigismondo e dalla basilica. È una delle basiliche paleocristiane di Milano.
Notevoli, da un punto di vista artistico, sono il portale dell'ingresso principale della basilica, che è caratterizzato da una minuziosa decorazione a rilievo, l'altare di Sant'Ambrogio, realizzato tra l'824 e l'859 da Vuolvino su commissione dell'arcivescovo di Milano Angilberto II e avente un prezioso paliotto aureo in rilievo con pietre incastonate su tutti e quattro i lati, il ciborio di epoca ottoniana, che si poggia su quattro colonne in porfido rosso e che presenta, sulle quattro facce, altorilievi in stucco, nonché il catino absidale, che è decorato da un mosaico che risale all'XI secolo, e il sacello paleocristiano di San Vittore in ciel d'oro, che risale al V secolo e che ha una volta completamente decorata da foglia d'oro. Il sacello di San Vittore in ciel d'oro ha le pareti laterali ricoperte da un mosaico dove sono raffigurati sei santi, tra cui sant'Ambrogio; quest'ultima è la più antica raffigurazione conosciuta del santo milanese.

## Storia

### L'antica basilica paleocristiana

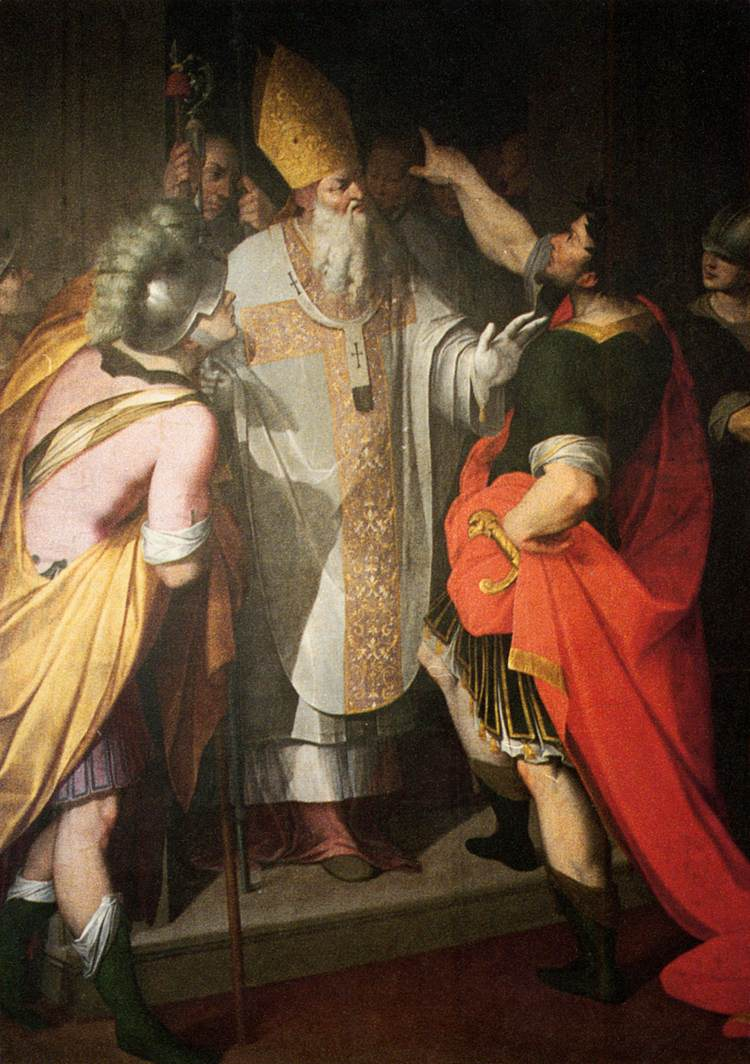
Sant'Ambrogio impedisce a Teodosio I di entrare nella cattedrale di Santa Maria Maggiore di Milano, dipinto di Camillo Procaccini conservato nella basilica di Sant'Ambrogio

L'antica Milano romana (Mediolanum) sovrapposta alla Milano moderna. Il rettangolo più chiaro al centro, leggermente sulla destra, rappresenta la moderna piazza del Duomo, mentre il moderno Castello Sforzesco si trova in alto a sinistra, appena fuori dal tracciato delle mura romane di Milano. Al centro, indicato in rosso salmone, il foro romano di Milano, mentre in verde il quartiere del palazzo imperiale romano di Milano

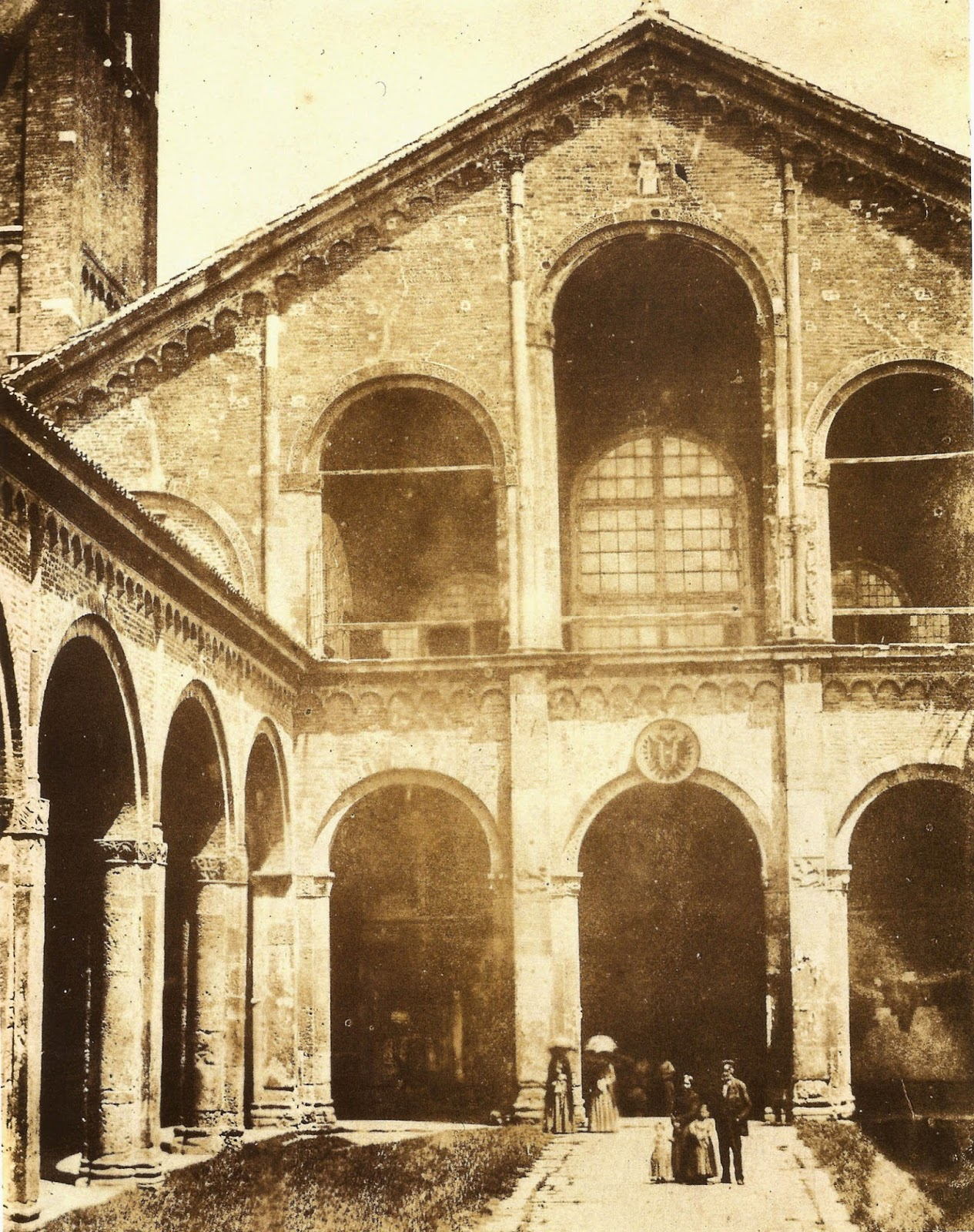
La basilica di Sant'Ambrogio con le insegne imperiali della casa d'Asburgo in una foto del 1848.

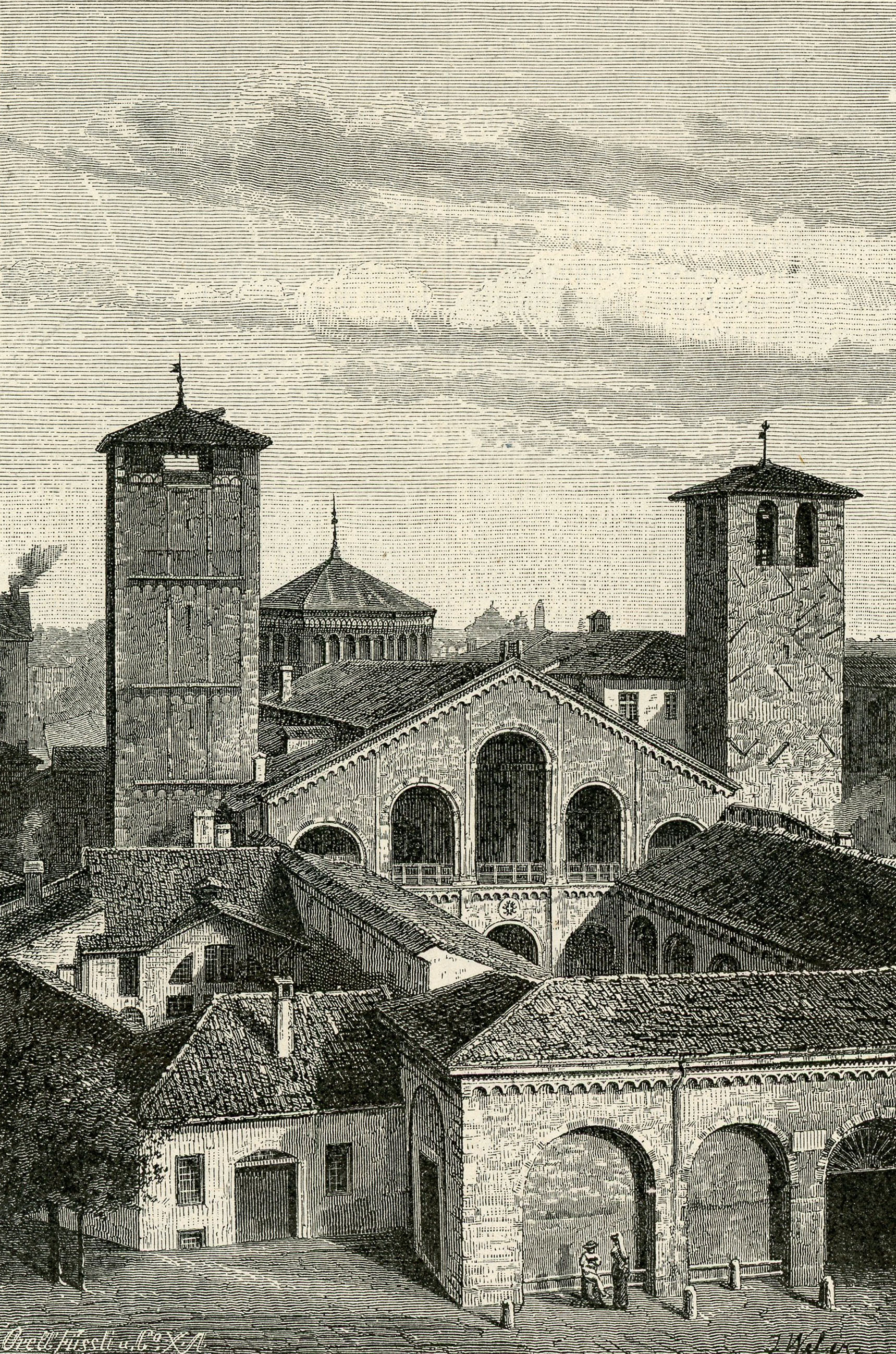
Xilografia del 1894 raffigurante la basilica di Sant'Ambrogio prima dell'innalzamento del campanile a sinistra della foto

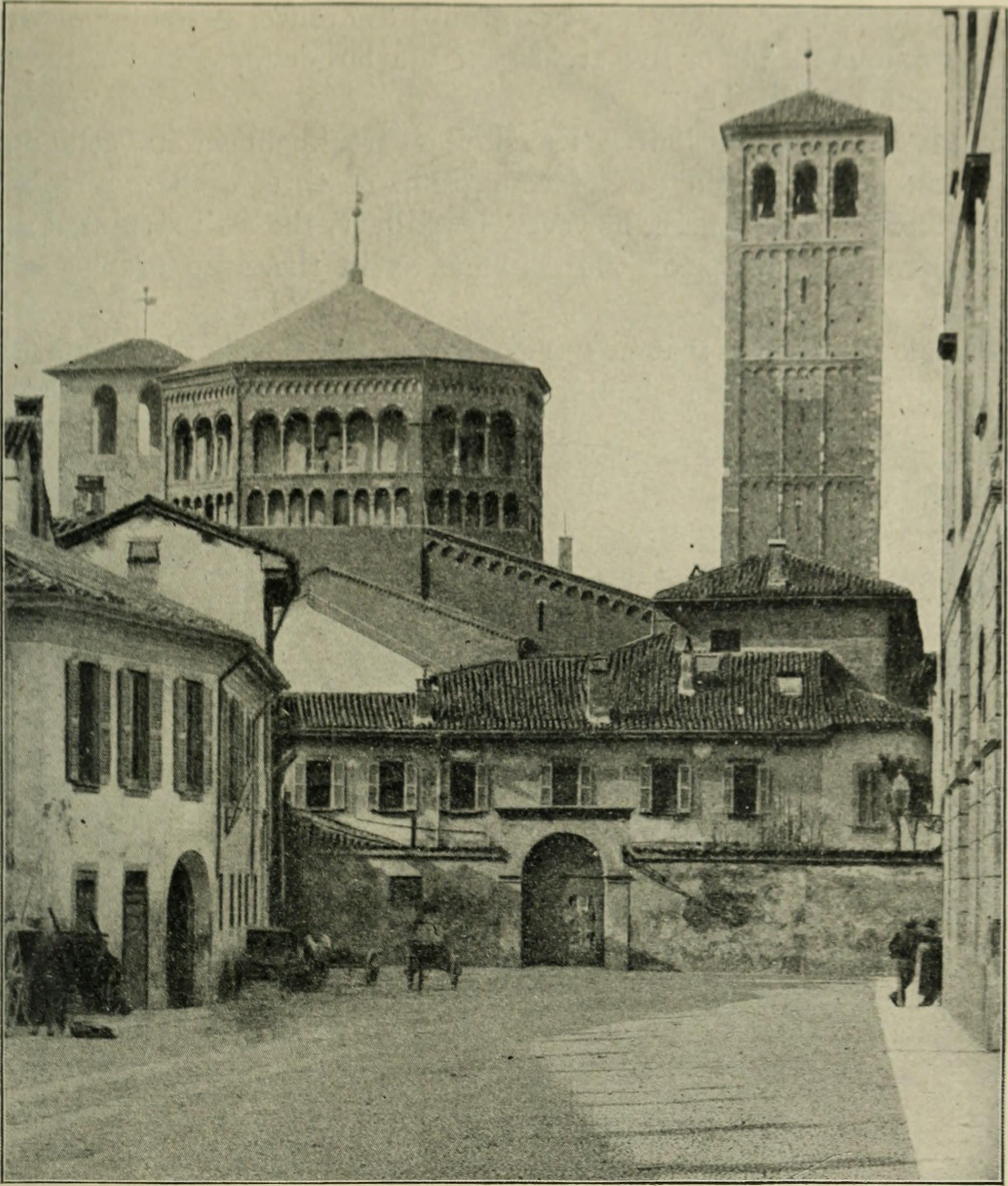
Il tiburio di Sant'Ambrogio in una fotografia del 1901

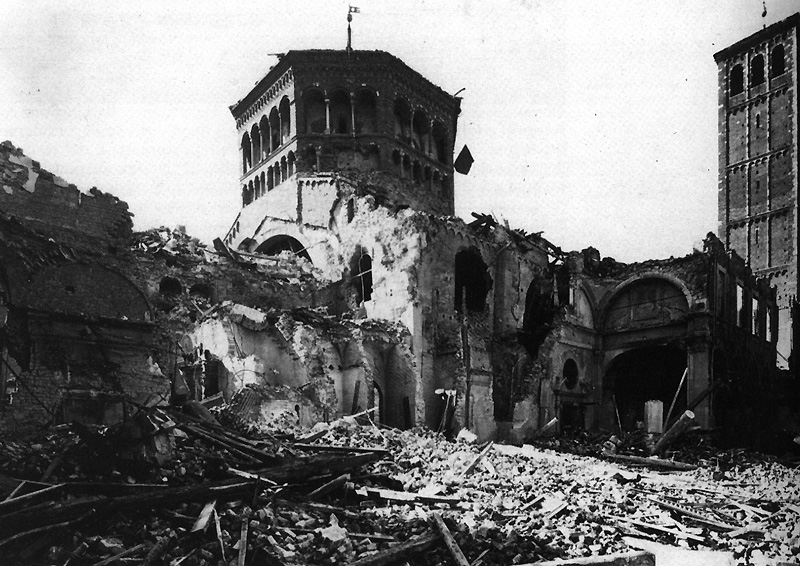
La basilica gravemente danneggiata dai bombardamenti del 1943

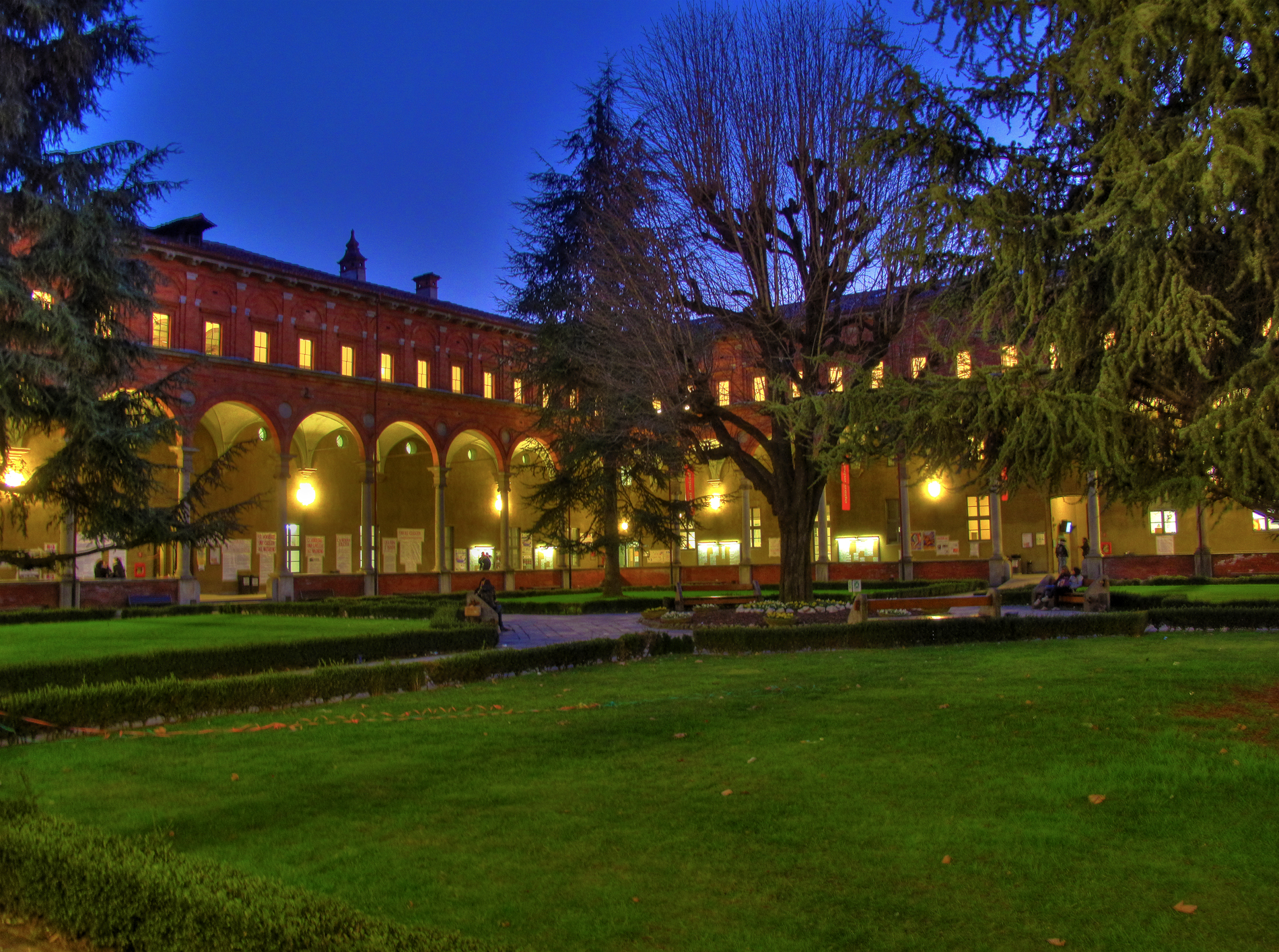
Uno dei chiostri di Sant'Ambrogio, progettati dal Bramante nel 1497

La basilica di Sant'Ambrogio, il cui nome completo è "basilica romana minore collegiata abbaziale prepositurale di Sant'Ambrogio", è stata edificata tra il 379 e il 386 in epoca romana tardoimperiale per volere del vescovo di Milano Ambrogio, nel periodo in cui la città romana di Mediolanum (la moderna Milano) fu capitale dell'Impero romano d'Occidente (ruolo che ricoprì dal 286 d.C. al 402 d.C.), venendo costruita fuori dalle mura romane di Milano, non lontano da Porta Vercellina romana, in una zona in cui erano stati sepolti i cristiani martirizzati dalle persecuzioni romane.
Queste sepolture diedero origine a un cimitero ad martyres (non lontano sorgeva anche il mausoleo imperiale di San Vittore al Corpo, il cui nome richiama questo cimitero). Per questa presenza la basilica venne dedicata ai martiri, da cui il nome originario paleocristiano basilica martyrum: lo stesso Ambrogio vi ripose le reliquie dei santi martiri Gervasio e Protasio. Sant'Ambrogio stesso vi venne sepolto (397) e molti anni dopo, tra il IX e il XI secolo, la basilica cambiò nome assumendo quello attuale.
Con sant'Ambrogio iniziò infatti un programma di costruzione di basiliche dedicate alle varie categorie di santi: una basilica per i profeti (la basilica prophetarum, in seguito ridenominata basilica di San Dionigi), una per gli apostoli (la basilica apostolorum, che poi prese il nome di basilica di San Nazaro in Brolo), una per i martiri (la basilica martyrum, che divenne in seguito la basilica di Sant'Ambrogio), una per le vergini (la basilica virginum, ridenominata poi basilica di San Simpliciano). Erano infatti dedicate ciascuna ad una diversa famiglia di santi, dato che non esisteva ancora l'usanza di intitolare le chiese a un solo santo. Queste quattro basiliche sono conosciute con il nome di "basiliche ambrosiane".
La basilica attuale rispetta scrupolosamente la pianta dell'antica basilica paleocristiana voluta da Ambrogio: tre navate absidate senza transetto con quadriportico antistante. La basilica paleocristiana possedeva un tetto di legno, con la parte centrale a doppio spiovente e le due parti laterali a spiovente singolo. Dell'antica basilica paleocristiana, oltre alla pianta, è rimasto molto poco: una base di una colonna della navata sinistra, l'ornato della porta d'ingresso, che è conservato al Museo diocesano di Milano, il sarcofago di Stilicone, le colonne che sorreggono il ciborio sopra l'altare e i resti della decorazione del coro, oggi conservate presso l'antiquarium del Tesoro della basilica.
Le prime modifiche la basilica le subì nel V secolo, quando era vescovo di Milano Lorenzo I di Milano, che decise di elevare il pavimento del presbiterio dotandolo di lastre di marmo accostate con la tecnica di opus sectile e di realizzare due cappelle funerarie absidate, una delle quali è il sacello di San Vittore in ciel d'oro, che è giunto sino a noi.
Nel 784 l'arcivescovo di Milano Pietro I fondò un'abbazia benedettina, approvata da Carlo Magno nel 789. A questa fu aggiunta una canonica, che doveva servire le necessità della comunità laica della città. Il vescovo Angilberto II (824-859) fece aggiungere una grande abside, preceduta da un ambiente sovrastato da volta a botte, sotto il quale si svolgevano le funzioni liturgiche. Nello stesso periodo, il catino dell'abside venne decorato da un grande mosaico ancora esistente, il Redentore in trono tra i martiri Protasio e Gervasio e con gli arcangeli Michele e Gabriele, corredato da due episodi della vita di Sant'Ambrogio. A questo periodo risale il campanile di destra (quello più basso) ispirato a quello della Basilica di San Pietro a Roma costruito qualche tempo prima. Al ciborio, di epoca ottoniana (fine IX secolo-inizio X secolo), vennero aggiunti quattro fastigi con timpano, decorati con stucchi nel X secolo ed ancora eccellentemente conservati. Sotto il ciborio venne collocato l'altare di Sant'Ambrogio, capolavoro dell'oreficeria carolingia, in oro, argento, pietre preziose e smalti, quale vistoso segnale della presenza delle reliquie dei santi, collocate al di sotto dell'altare stesso e visibili da una finestrella sul lato posteriore.

### Il rifacimento in stile romanico
La basilica ha preso il definitivo aspetto tra il 1088 e il 1099 quando, sulla spinta del vescovo Anselmo III da Rho, venne radicalmente ricostruita secondo gli schemi dell'architettura romanica. Venne mantenuto l'impianto a tre navate (senza transetto) e tre absidi corrispondenti, oltre al quadriportico, anche se ormai quest'ultimo non serviva più a ospitare i catecumeni, trasformandosi in luogo di riunione. Gli interventi dell'XI secolo comportarono inoltre la realizzazione delle volta della navata centrale, in sostituzione di una precedente copertura in legno. Le volte delle navate laterali risalgono invece a un periodo precedente. Tra il 1128 e il 1144 venne innalzato il secondo campanile, quello più alto a sinistra della facciata, detto dei canonici. Il tiburio fu aggiunto verso la fine del XII secolo ma crollò ben presto (6 luglio 1196): venne subito ricostruito, con la particolare conformazione esterna caratterizzata da gallerie con archetti pensili su due registri sovrapposti.
Il 4 agosto del 1258 la basilica divenne teatro della pace di Sant'Ambrogio, che pose fine alle lotte intestine del Comune di Milano tra nobili (Commune militum) e popolo (Commune populi).
In epoca altomedioevale la basilica divenne la sede tradizionale dove avveniva l'incoronazione a re d'Italia degli imperatori del Sacro Romano Impero. Si ritiene che l'origine di questa tradizione risalga al 961, quando l'arcivescovo Valperto consacrò re d'Italia Ottone I nella basilica ambrosiana, prima di ottenere da papa Giovanni XII l'incoronazione imperiale, come narra il cronista milanese Landolfo Seniore. Il rito prevedeva che la cerimonia avvenisse il giorno dell'Epifania con la celebre corona ferrea che veniva posta sul capo del re d'Italia. Fra i suoi successori, furono incoronati nella basilica di Sant'Ambrogio Corrado di Lorena nel 1093 dall'arcivescovo Anselmo III, Ottone IV di Brunswick nel 1209, Enrico VII di Lussemburgo nel 1311 e Carlo IV di Lussemburgo, con testimone Francesco Petrarca, nel 1355.
La basilica era anche la sede in cui si effettuava l'investitura dei nuovi cavalieri, detti per questo motivo militi di Sant'Ambrogio.
Inizialmente furono i Benedettini ad occuparsi dell'amministrazione della basilica e fu per loro conto che Donato Bramante nel 1492 ottenne l'incarico di progettare la nuova canonica, ricostruendo alcune parti del monastero, risistemando la disposizione delle cappelle nella basilica e realizzando i chiostri di Sant'Ambrogio. I Benedettini rimasero sino al 1497 quando vennero sostituiti dai Cistercensi dell'abbazia milanese di Chiaravalle, che promossero numerose iniziative culturali, tra cui l'apertura al pubblico della grande biblioteca monastica.

### Gli ultimi secoli
La situazione rimase pressoché invariata sino al 1799 quando, dopo i fermenti della Rivoluzione francese, la Repubblica Cisalpina decise di sopprimere il capitolo della basilica ed instaurarvi un ospedale militare; al termine della dominazione napoleonica, con la restaurazione austriaca, la basilica venne riaperta al culto ed il capitolo dei canonici venne ripristinato.
Nella basilica di Sant'Ambrogio è ambientato il primo atto de I Lombardi alla prima crociata, quarta opera di Giuseppe Verdi, composta su libretto di Temistocle Solera e andata in scena al Teatro alla Scala l'11 febbraio 1843. Nel XIX secolo il poeta e patriota Giuseppe Giusti scrisse la poesia Sant'Ambrogio, edificio religioso definito "quel vecchio, là, fuori di mano". Poco meno di un secolo dopo, nel 1929, la basilica fu fonte di ispirazione per la costruzione della Royce Hall dell'Università della California - Los Angeles, la cui facciata richiama quella della basilica di Sant'Ambrogio.
Monsignor Gerolamo Comi, primo prevosto-abate della basilica, chiese a papa Pio X di restaurare l'antica forma del capitolo locale, composto originariamente da diciotto canonici ordinari e da nove canonici minori (o "Beneficiati"). Pio X, il 5 aprile 1908, col breve "In persona Petri" restaurò il capitolo ex integro, concedendo inoltre ai membri della medesima istituzione il titolo di "nobili palatini". Il medesimo breve concesse inoltre allo stemma del capitolo della basilica l'uso dell'aquila a due teste, simbolo e qualifica dell'essere una basilica imperiale col motto Dominus Adjutor Meus.
La basilica venne pesantemente colpita dai bombardamenti di Milano del 1943, che distrussero soprattutto la parte esterna del quadriportico, danneggiando la cupola della basilica, il mosaico alle spalle dell'altare ed altre parti esterne della basilica. Negli anni successivi ebbero inizio i restauri, guidati da Ferdinando Reggiori, che negli anni cinquanta riportarono la basilica al suo antico splendore.
Le ricerche archeologiche, collegate ai lavori di scavo per la costruzione di un parcheggio sotterraneo, nell'area accanto alla basilica, e iniziate a partire dal 2005, hanno permesso la scoperta di una novantina di tombe riconducibili al cimitero ad martyres, posto al di fuori delle mura romane di Milano, di età tardo romana (IV - V secolo d.C.), ritrovate a circa 3,5-4 metri di profondità; si tratta di sepolture povere, senza corredo o strutture tombali, segnalate dalla presenza di ossa.

## I resti paleocristiani

### La chiesa di santa Valeria
Poco lontano dalla basilica di Sant'Ambrogio si trovano i resti della chiesa paleocristiana di Santa Valeria, la cui costruzione è anteriore al VII secolo. Demolita nel 1786, sorgeva dove in epoca romana era presente il già citato cimitero ad martyres, ovvero il camposanto dove erano sepolti i cristiani martirizzati dalle persecuzioni romane; nei pressi del cimitero e della chiesa di Santa Valeria fu poi innalzata, come già accennato, la basilica martyrum, denominazione poi cambiata in "basilica di Sant'Ambrogio". Dedicata a santa Valeria, moglie di san Vitale e madre dei santi Gervasio e Protasio, la chiesa aveva dimensioni 7,50 m x 7,25 m ed era caratterizzata da vari ambienti destinati a tombe. Il sito archeologico, che si trova in via Santa Valeria ai numeri civici 3 e 5 e che è visitabile su richiesta, è costituito dalle fondazioni e da alcuni tratti di muro fuori terra, con le prime costituite da ciottoli e malta e i secondi formati da file di mattoni.

### Il sacello di San Vittore in ciel d'oro

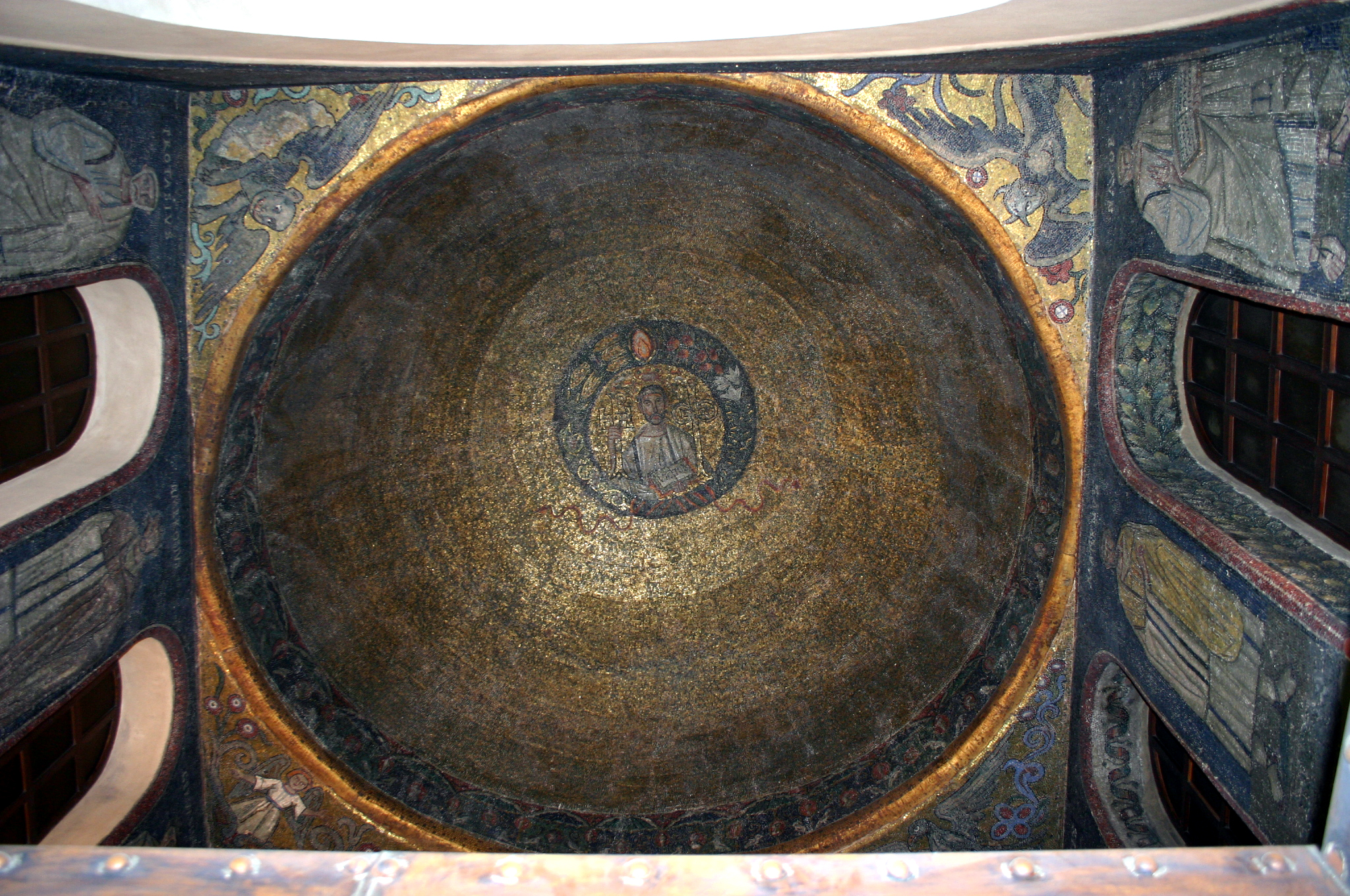
La volta del sacello di San Vittore in ciel d'oro

Realizzato come cappella a sé stante nel V secolo, il sacello di San Vittore in ciel d'oro venne inglobato nella basilica di Sant'Ambrogio solo in seguito. Esempio di architettura e arte paleocristiana, fu edificato per ospitare le salme di san Vittore e successivamente di san Satiro, fratello di sant'Ambrogio morto prematuramente.
Il sacello di San Vittore in ciel d'oro ha una pianta trapezoidale ed è fornito di una cripta. Quando era una piccola cappella indipendente era provvista di un'abside che chiudeva lo spazio rivolto verso l'interno della basilica.
I muri perimetrali del sacello di San Vittore in ciel d'oro sono costituiti da una parte interna formata da malta e ciottoli e da una parte esterna da file di mattoni. Le decorazioni sono notevoli, su cui spicca la volta totalmente ricoperta da un mosaico che è costituito da tessere rivestite d'oro. Al centro del mosaico è presente, sempre rappresentato con un mosaico, un busto di san Vittore contornato da un nastro impreziosito da un rubino e arricchito dai frutti delle quattro stagioni. Le pareti laterali sono invece di un blu intenso. Su di esse sono rappresentati sei santi, ovvero sant'Ambrogio, san Gervasio, san Protasio, san Materno, san Nabore e san Felice; quella di sant'Ambrogio è la più antica raffigurazione conosciuta del santo milanese.

### La cripta di san Satiro
Come già accennato il sacello di San Vittore in ciel d'oro è provvisto di uno spazio sotterraneo che è chiamato "cripta di san Satiro". Un tempo ospitava le salme di san Satiro e di san Vittore. Attualmente ospita alcuni sarcofagi traslati nel IX secolo dalla chiesa di San Vittore al Corpo rappresentando il cella memoriae di san Satiro e di san Vittore. La cripta di san Satiro, per la maggior parte, è stata realizzata nel Medioevo: l'unica parte risalente all'epoca paleocristiana è la parete sinistra, che è realizzata in mattoni disposti in fila oppure con accostamento opus spicatum.

### Mappa della Milano paleocristiana

Mappa dell'antica Milano romana (Mediolanum) (secoli III-V) con indicate le mura e le porte romane di Milano, il foro romano di Milano, il teatro romano di Milano, l'anfiteatro romano di Milano, il circo romano di Milano, l'area del palazzo imperiale romano di Milano (in rosa più tenue), la zecca romana di Milano, le terme Erculee, il mausoleo imperiale di Milano, la via Porticata con l'arco trionfale, i magazzini annonari romani di Milano (lat. horrea), il porto fluviale romano di Milano, i castelli romani di Milano e le basiliche paleocristiane di Milano

## Architettura

### Generalità
Il materiale di costruzione del complesso della basilica di sant'Ambrogio è di provenienza locale ed è "povero", visto che è principalmente costituito da mattoni di diversi colori, pietra e intonaco bianco.
Della chiesa originale paleocristiana del IV secolo, la nuova basilica dell'XI secolo ereditò scrupolosamente la pianta: tre navate absidate senza transetto con quadriportico antistante; la pianta interna della basilica è longitudinale e (se si escludono le absidi) ha le stesse dimensioni del portico antistante.
La basilica di Sant'Ambrogio appare oggi come un caso isolato di modello per il romanico lombardo, poiché altri esempi paragonabili (come le cattedrali di Pavia, di Novara e di Vercelli) sono ormai andati distrutti o radicalmente trasformati. Di sicuro fu un esempio per i successivi sviluppi dell'architettura romanica nell'area di influenza lombarda che allora superava i confini regionali moderni, comprendendo anche parti dell'Emilia e del Piemonte.
Risalente al XII secolo, il tiburio di Sant'Ambrogio divenne un modello per quelli successivamente costruiti nell'area lombarda. Collocato in corrispondenza della quarta campata, ne riveste la cupola; di forma ottagonale, presenta due ordini di logge cieche e decorazioni effettuate con varie disposizioni di mattoni.

### La pianta
La pianta della basilica di Sant'Ambrogio ha forma rettangolare e presenta la stessa larghezza del quadriportico. L'interno è diviso in tre navate che terminano ciascuna con un'abside, con quella centrale che è di dimensioni maggiori di quelle laterali, visto che la larghezza della navata centrale è circa il doppio di quella delle due navate laterali. La navata centrale è composta da quattro campate, con l'ultima che è sormontata da una cupola e le altre tre da volte a crociera provviste di costoloni.
Le due navate laterali sorreggono i matronei e posseggono delle campate che sono più piccole - nello specifico: la metà in larghezza - di quelle della navata centrale. La luce che penetra all'interno della basilica proviene dalle finestre della facciata e dal tiburio, che ha pianta ottagonale. Sotto la cupola si trova il presbiterio impreziosito da un paliotto d'oro che è arricchito da pietre preziose. Ai lati della facciata sono presenti due campanili di altezze differenti.

### Il complesso architettonico

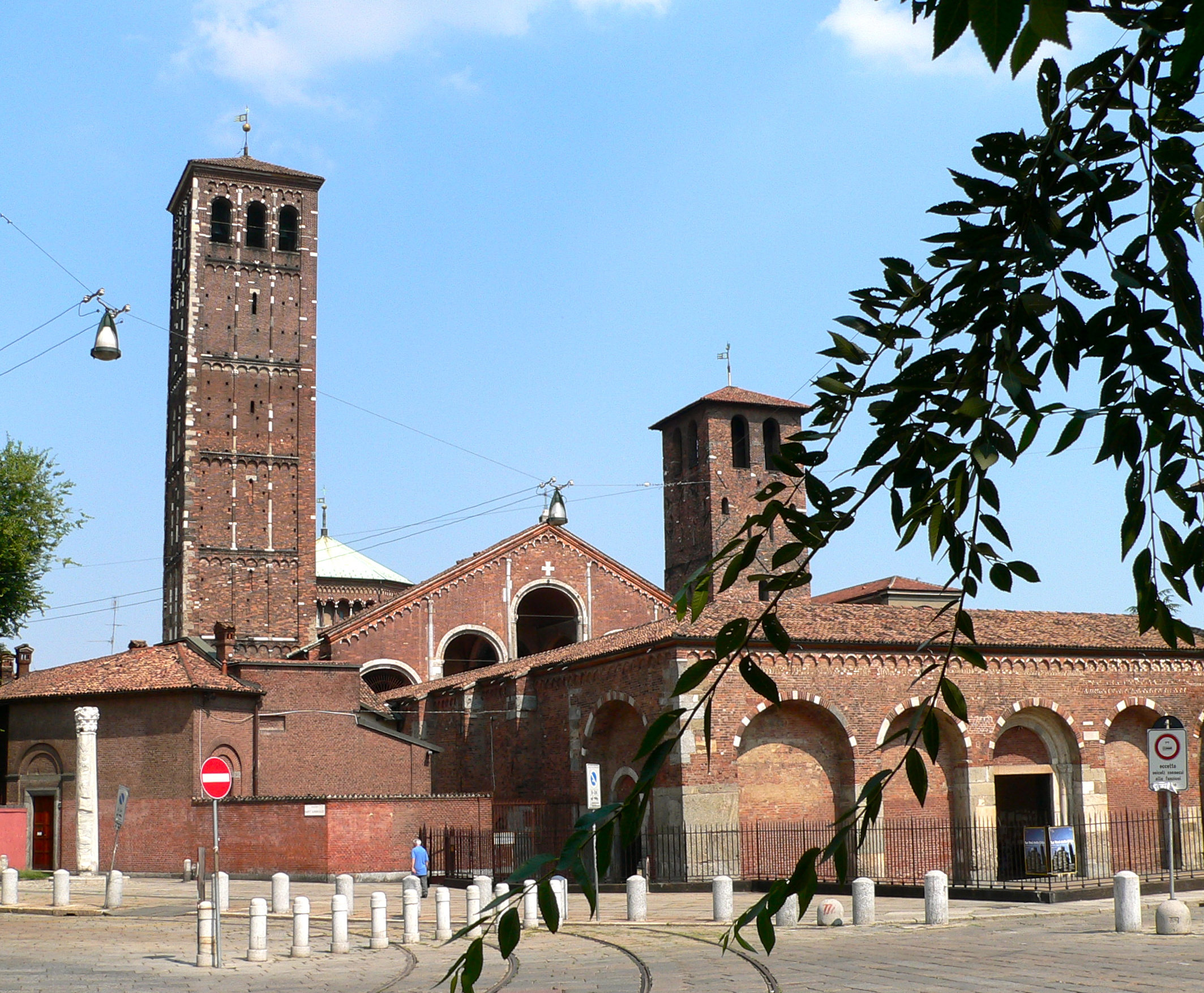
Il complesso architettonico della basilica di sant'Ambrogio vista dall'antistante piazza Sant'Ambrogio

Il complesso architettonico della basilica di Sant'Ambrogio possiede un volume compatto che è alleggerito dalla presenza di due loggiati, uno inferiore e l'altro superiore, e dalle arcate presenti sulla facciata e sul quadriportico. Le logge e le arcate forniscono alla visione d'insieme profondità e chiaroscuro, che incrementano la prospettiva.
In particolare la facciata fornisce luminosità, mentre i due loggiati forniscono il senso dell'oscurità. Il volume, all'interno della basilica, è invece fornito dai costoloni delle volte a crociera, mentre la luminosità in chiaroscuro è dato dai loggiati interni delle pareti, che danno un colpo d'occhio contraddistinto dal senso dell'oscurità.
Il complesso architettonico è composto dal monastero di Sant'Ambrogio, dalla canonica di Sant'Ambrogio, dalla chiesa di San Sigismondo e dalla basilica di Sant'Ambrogio, che fu l'antesignana in Lombardia delle basiliche paleocristiane e delle chiese romaniche, le cui caratteristiche comuni sono la forma longitudinale e la presenza di volte a crociera sorrette da colonne con capitelli decorati ed archi a tutto sesto.
La canonica di Sant'Ambrogio, che si trova a sinistra della basilica, possiede un proprio campanile romanico e si sviluppa intorno a un portico, lungo il quale si trovano l'oratorio della Passione e la piccola chiesa di San Sigismondo. Quest'ultima è situata di fronte al portico dei canonici, possiede una pianta rettangolare con piccolo portico d'ingresso ed è caratterizzata da archi ribassati e da un'abside semicircolare. Il monastero di Sant'Ambrogio, che si trova a destra della basilica e che è costituito dai chiostri di Sant'Ambrogio, progettati dal Bramante nel 1497, ospita ora la sede milanese dell'Università Cattolica del Sacro Cuore.

### La facciata e il quadriportico
La basilica ha una facciata a capanna larga e schiacciata ed è dotata di due logge sovrapposte. I lati della loggia inferiore, che è costituita da tre arcate di eguali dimensioni, si congiungono con il portico, che possiede arcate lievemente più alte. La loggia superiore ha invece arcate che seguono il profilo spiovente del bordo superiore della facciata. Le arcate hanno doppia ghiera, le cornici sono sorrette da archetti pensili analoghi a quelli della facciata, mentre sottili lesene si profilano sulle superfici superiori, dividendole con regolarità. Sono anche presenti eleganti arcate sostenute da pilastri fiancheggiati da semicolonne.
Di fronte alla facciata è presente un quadriportico che aveva un tempo la funzione di raccogliere i catecumeni al cospetto della basilica. Tuttavia, dai primi anni dell'XI secolo, i fedeli venivano ormai battezzati fin dalla nascita; per tale motivo suddetto spazio perse la sua funzione originale assumendo un ruolo nuovo, quello di luogo dove si radunavano i cittadini per discutere e per partecipare ad assemblee religiose o civili. Dalla loggia superiore della facciata il vescovo di Milano dava la sua benedizione ai cittadini, mentre le cariche pubbliche potevano interloquire con la folla.

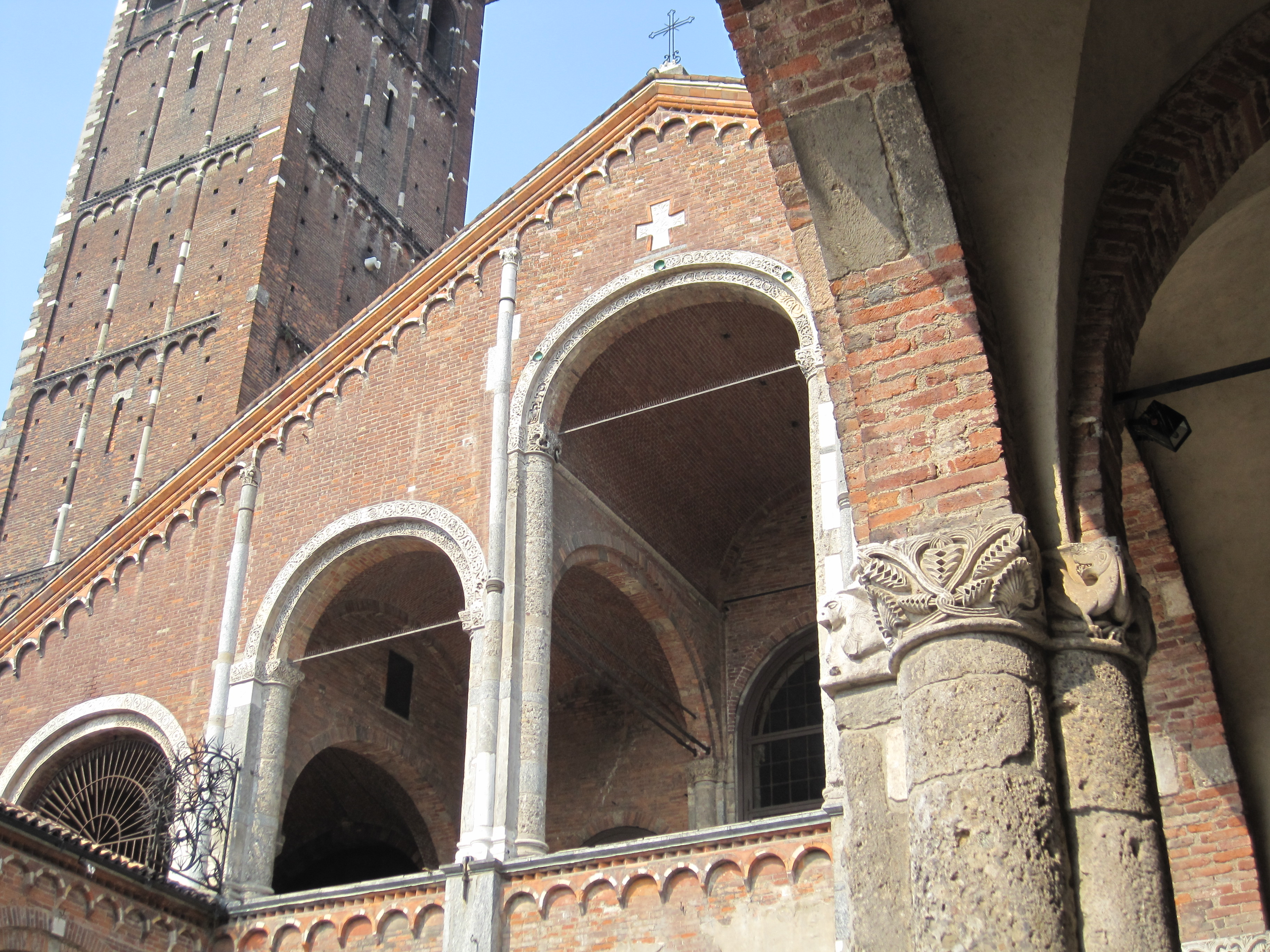
Parte superiore della facciata
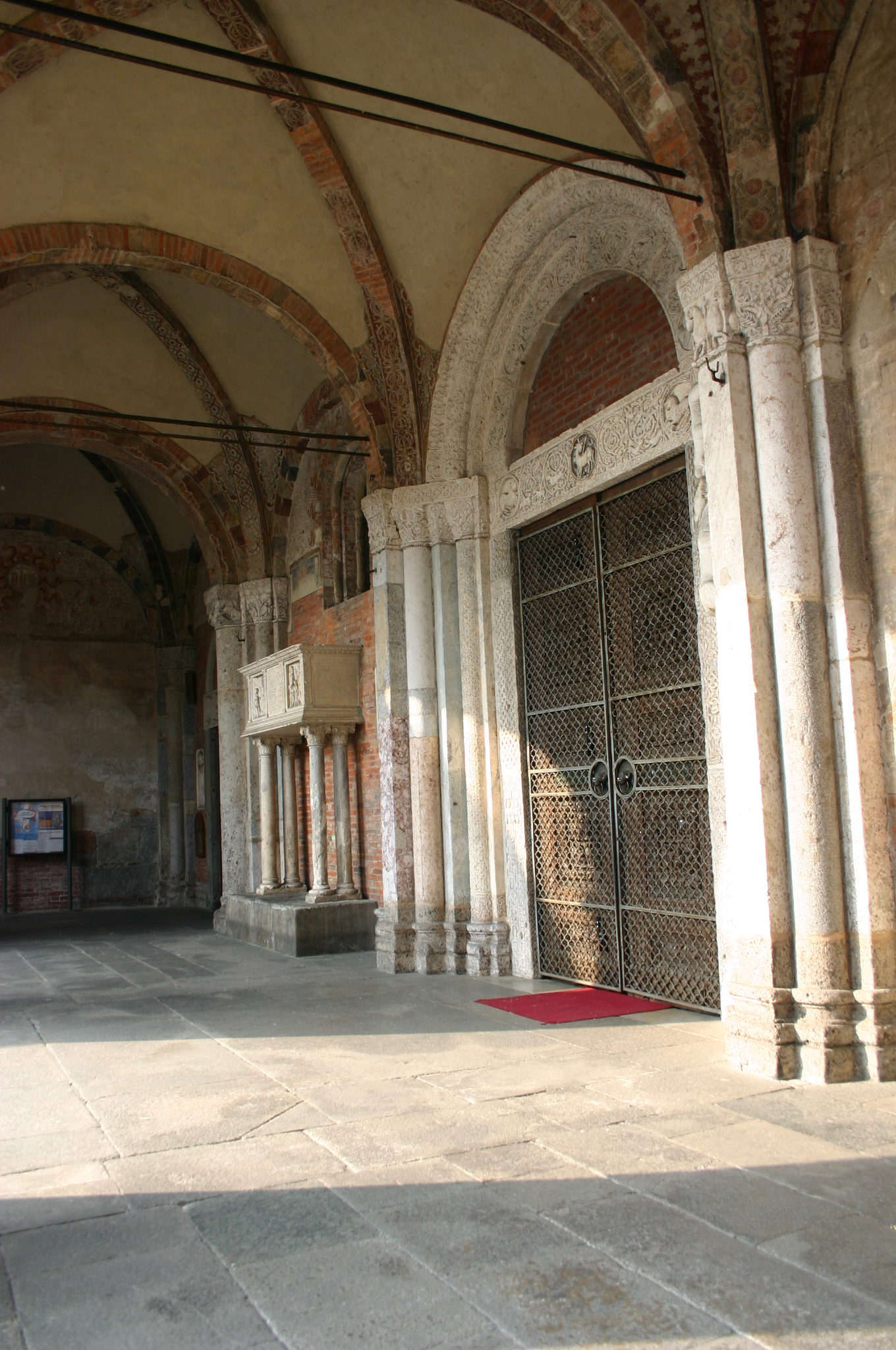
Interno del nartece
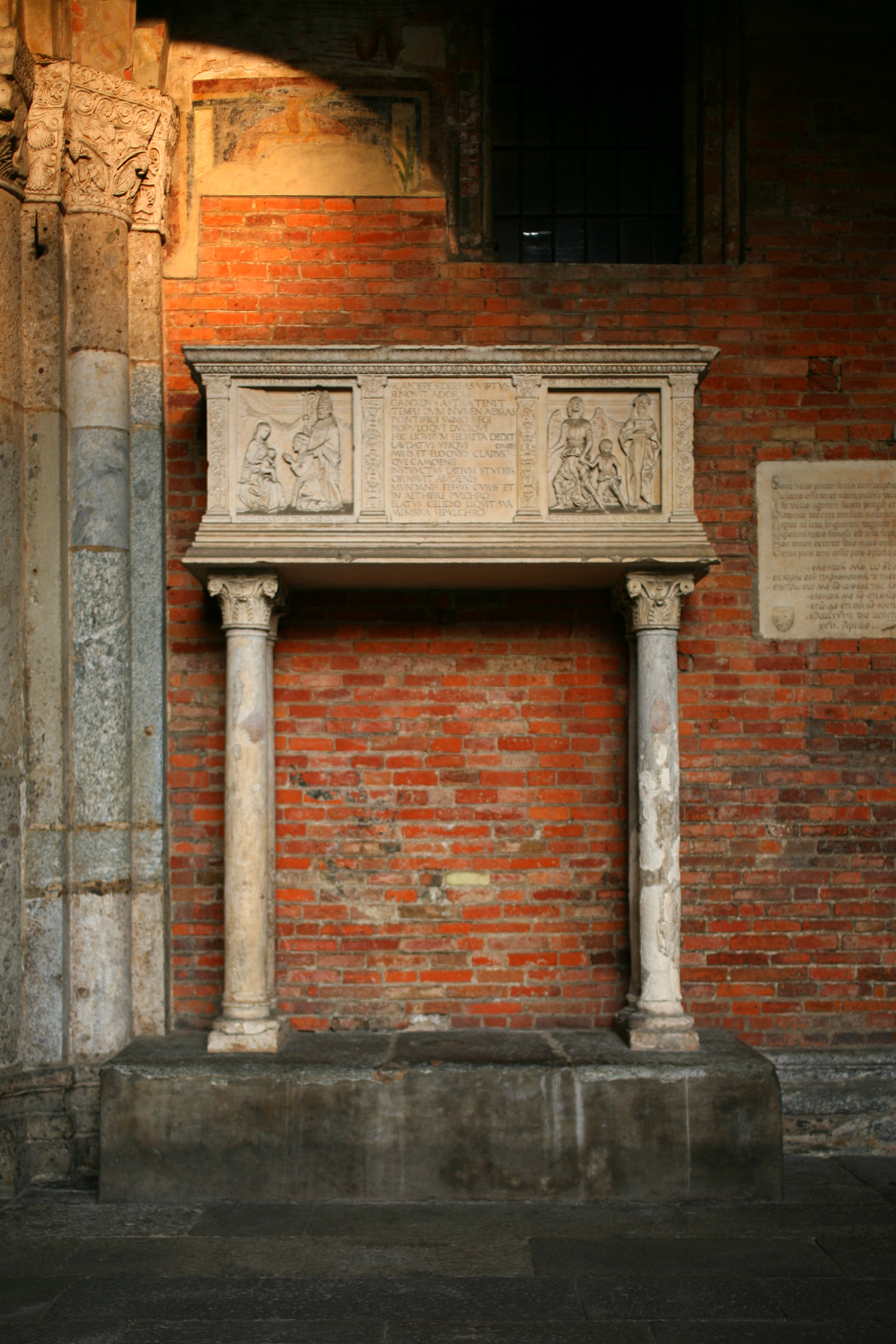
Il sarcofago di Pier Candido Decembrio
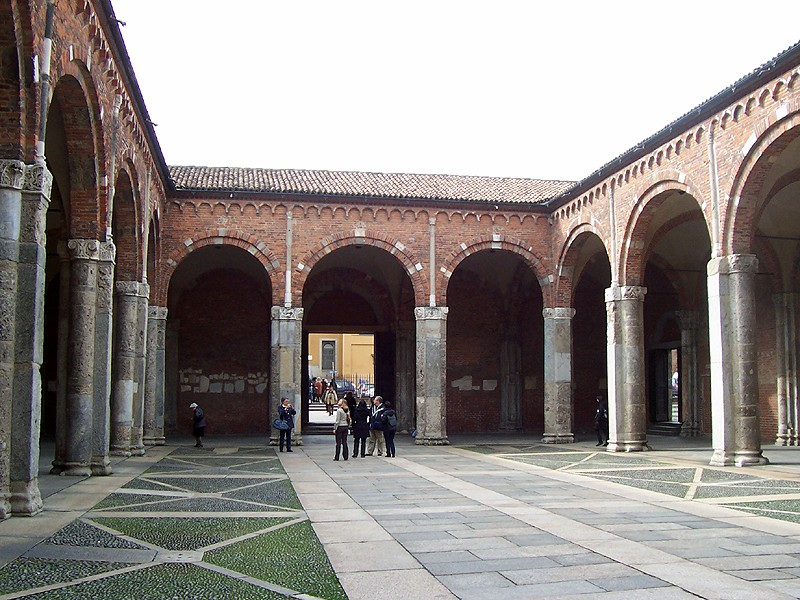
L'atrio verso l'ingresso
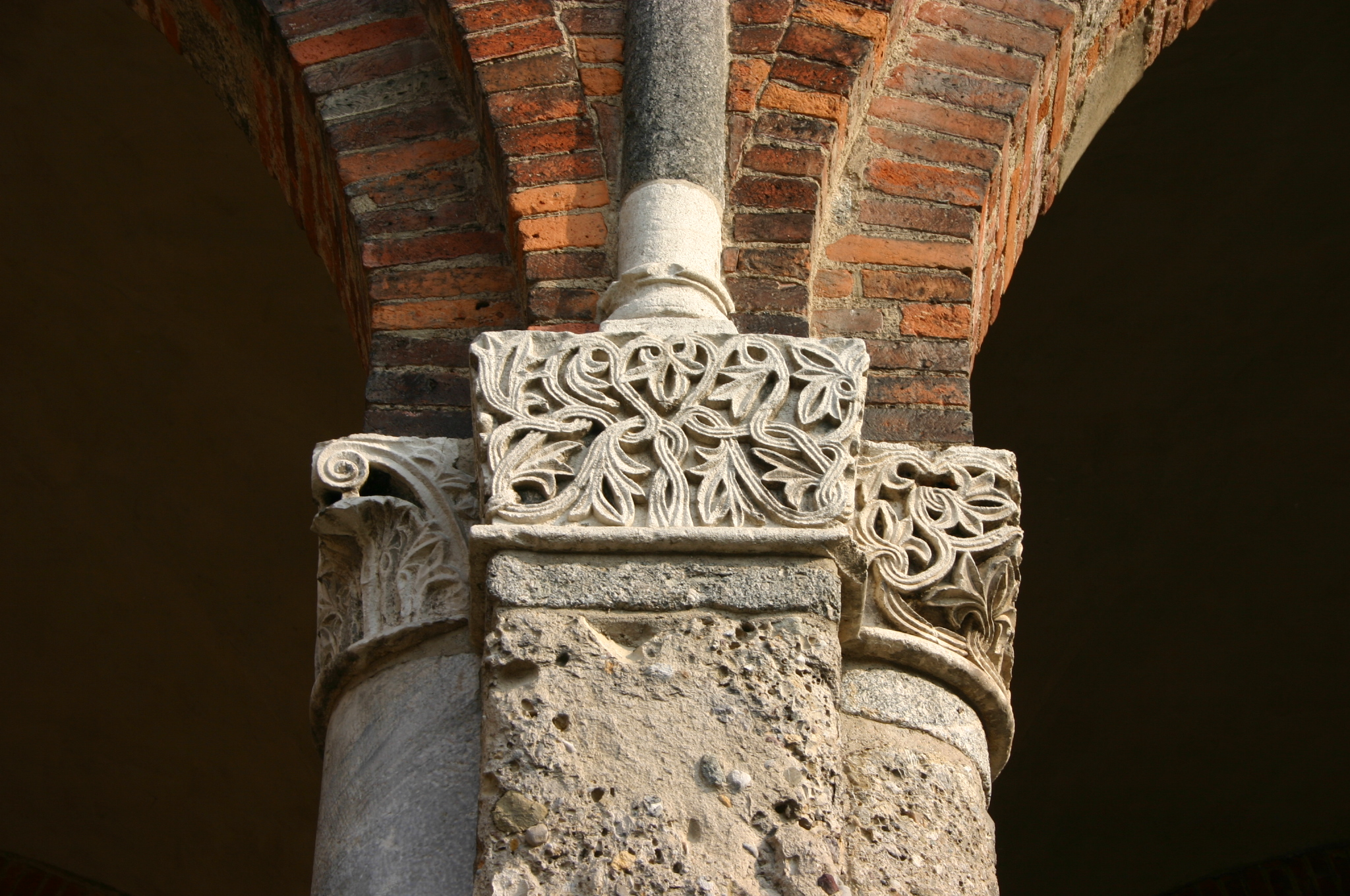
Capitello con motivi vegetali
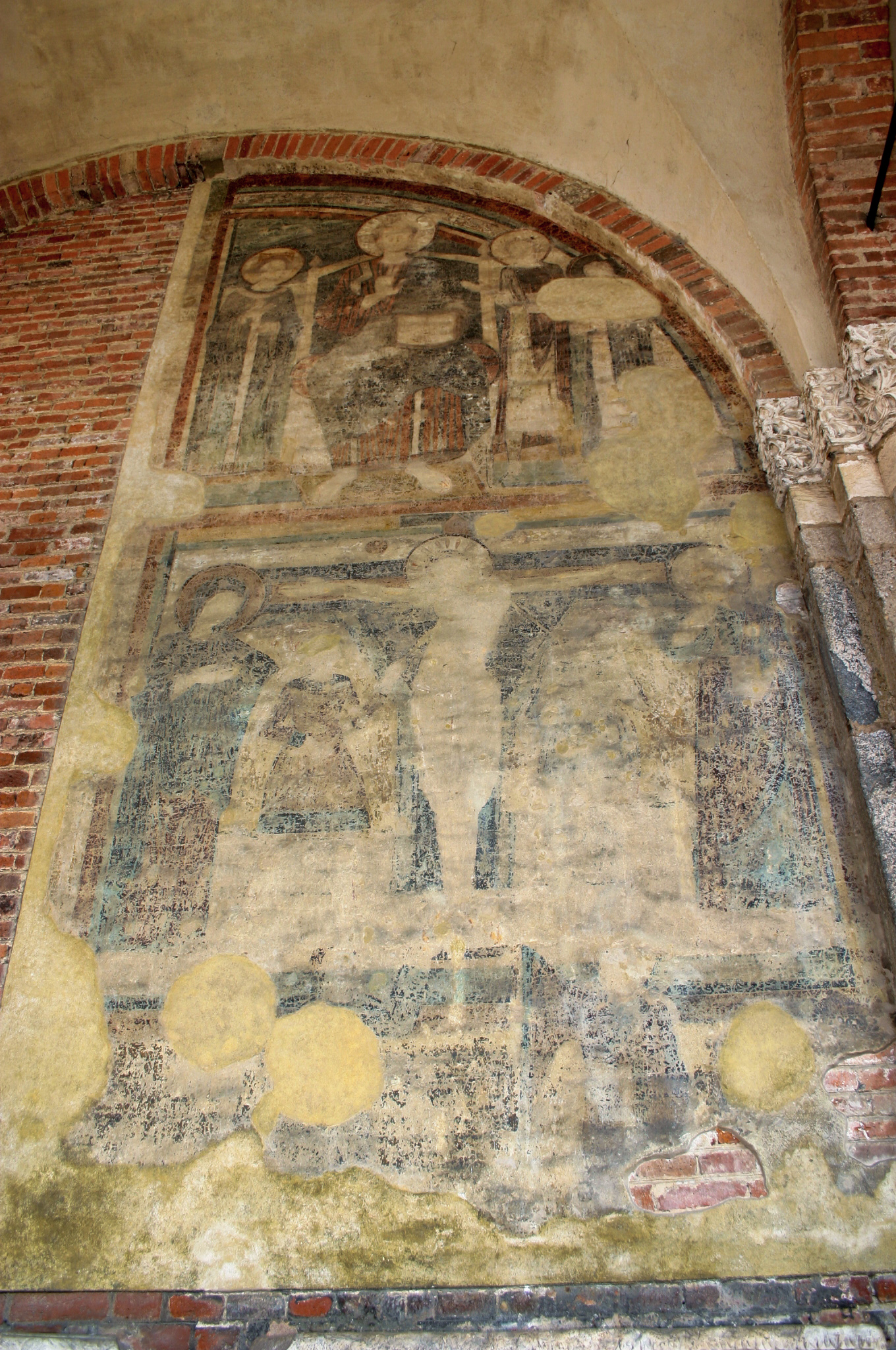
Resti di affreschi nell'atrio

### I campanili
Il campanile di destra, detto dei monaci, risale al IX secolo (probabilmente all'anno 842) e costituisce l'unica parte superstite del monastero originario.
Il campanile di sinistra, detto dei canonici, è più alto e risale al XII secolo. Quest'ultimo è contraddistinto dalla presenza di archetti pensili e dalla presenza di lesene; la loggia trifora superiore è un'aggiunta della fine del XIX secolo.
L'unico dei due campanili di cui abbiamo documenti che ne testimoniano la costruzione è quello dei canonici. Nello specifico, una testimonianza scritta del 1144 cita il 1128 come l'anno del suo completamento. La sua ideazione è probabilmente da attribuire allo stesso architetto che ha progettato la basilica, poiché riprende in verticale gli stessi concetti del quadriportico, mentre gli ultimi due piani sono stati aggiunti solo nel 1891. Sempre in base allo stesso documento, il campanile dei canonici venne donato dall'arcivescovo di Milano Anselmo V Pusterla. Originariamente, prima del completamento del 1891, il campanile possedeva una sola campana, che non era originariamente in grado di suonare perché priva di fune.
La campana fu resa operativa tra il 1185 e il 1187, quando il campanile fu leggermente rialzato venendo dotato della fune per farla suonare. Nel 1891, con l'aggiunta degli ultimi due piani, il campanile venne dotato di un castello di cinque campane.

## Pianta della basilica
|  | Piantina della basilica di Sant'Ambrogio |

## Opere artistiche

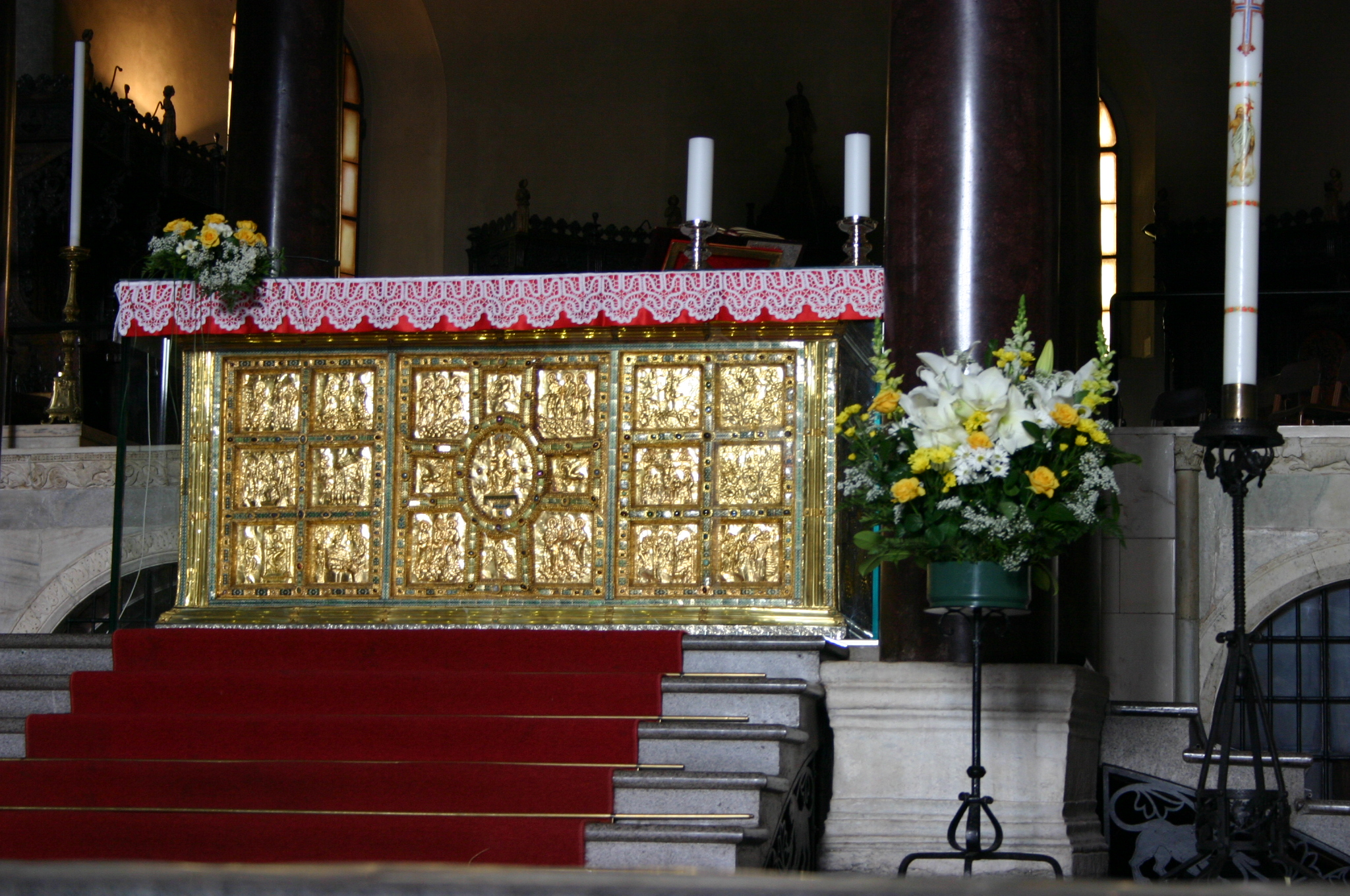
L'altare di Sant'Ambrogio

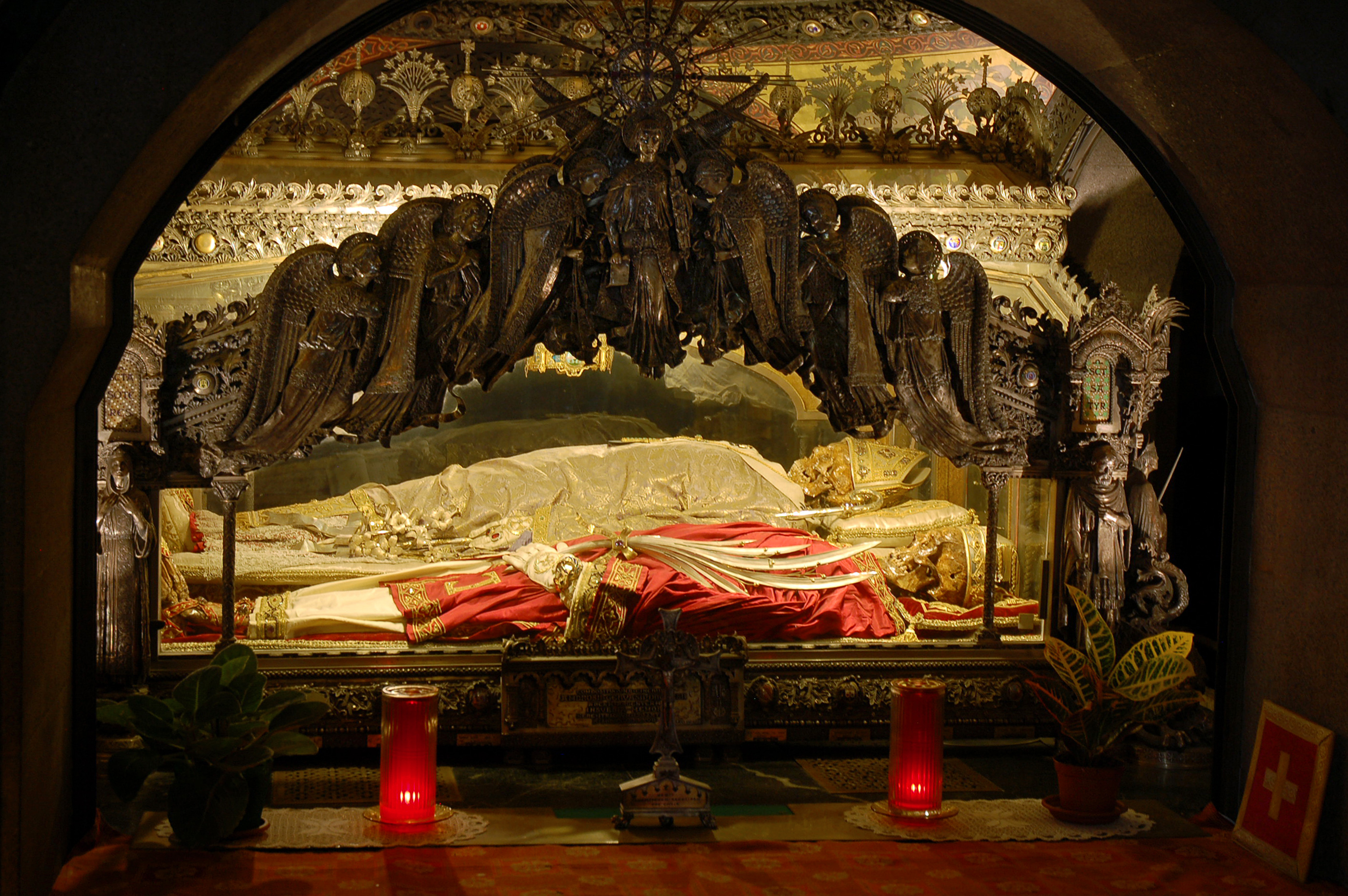
I corpi dei santi Ambrogio, Gervasio e Protasio nella cripta sottostante all'altare di Sant'Ambrogio

Notevole, da un punto di vista artistico, è il portale dell'ingresso principale della basilica, che è caratterizzato da una minuziosa decorazione a rilievo che ha come significato metaforico lo scontro tra il bene e il male, risolto dalla Chiesa grazie alla sua opera di redenzione e salvezza. I soggetti ritratti sul portale sono fitomorfi con influenze classiche; nello specifico, è rappresentata una sovrapposizione di nastri che sono impreziositi da raffigurazioni araldiche e zoomorfe.
In corrispondenza del tiburio, nell'ultima campata della navata centrale, si trova il presbiterio con, al centro, l'altare di Sant'Ambrogio, realizzato tra l'824 e l'859 da Vuolvino su commissione dell'arcivescovo milanese Angilberto II e avente un prezioso paliotto aureo in rilievo con pietre incastonate su tutti e quattro i lati, celebre opera di oreficeria carolingia. Su di esso è raffigurato Angilberto II, in posa di donatore, che è incoronato vescovo di Milano da sant'Ambrogio. In origine l'altare ospitava i corpi dei santi Ambrogio, Gervasio e Protasio, in seguito trasferiti nella cripta sottostante. La parte dell'altare più riccamente decorata è quella anteriore, che possiede influenze carolinge e bizantine.
L'altare è sormontato dal ciborio di epoca ottoniana, commissionato dall'arcivescovo di Milano Angilberto II, dal quale prende il nome. Esso poggia su quattro colonne in porfido rosso risalenti alla basilica paleocristiana e presenta, sulle quattro facce, altorilievi in stucco raffiguranti:
- Cristo dà il mandato a Pietro e Paolo (lato anteriore),
- Sant'Ambrogio omaggiato da due monaci alla presenza dei santi Gervasio e Protasio (lato posteriore),
- San Benedetto omaggiato da due monaci (lato sinistro) e
- Santa Scolastica omaggiata da due monache (lato destro).

Nel catino absidale si trova un mosaico, parzialmente ricostruito dopo i bombardamenti di Milano, che avvennero durante la seconda guerra mondiale, riutilizzando i resti di quello precedente distrutto dalle bombe, che risaliva all'XI secolo. Al centro vi è un Cristo redentore tra i santi Gervasio e Protasio in abiti militari e, ai lati, due scene della vita di sant'Ambrogio, specificatamente quelle legate l'alleanza tra la Chiesa milanese e quella franca, da cui discese un forte legame tra Milano e l'Impero carolingio. Nei tondi che completano questo mosaico sono raffigurati Santa Marcellina, San Satiro e Santa Candida.
Notevole è anche la decorazione del sacello di San Vittore in ciel d'oro che risale, come già accennato, al V secolo, in piena epoca paleocristiana. Al centro della volta, che è completamente decorata da tasselli rivestiti da fogli d'oro, è rappresentato san Vittore. Sulle pareti, come già accennato, sono invece rappresentati a mosaico sei santi, tra cui sant'Ambrogio; quest'ultima è la più antica raffigurazione conosciuta del santo milanese.
Conservato all'interno del Museo diocesano di Milano è l'ornato della porta d'ingresso della basilica paleocristiana, che è costituito da quattro formelle raffiguranti la storia di Davide, episodi scelti da sant'Ambrogio. All'interno della basilica, sempre d'epoca paleocristiana, è presente il sarcofago detto di Stilicone (IV secolo), decorato esternamente da episodi della vita di Gesù con richiami allegorici della vita di fede.
Parte delle decorazioni del coro a tarsie marmoree della basilica paleocristiana sono conservate presso l'antiquarium del Tesoro della basilica. Sempre presso quest'ultimo è esposta una parte della balaustra in marmo che un tempo circondava l'altare della basilica paleocristiana e che era decorata con un motivo geometrico "a squame" con il simbolo cristiano dell'Alfa e Omega.

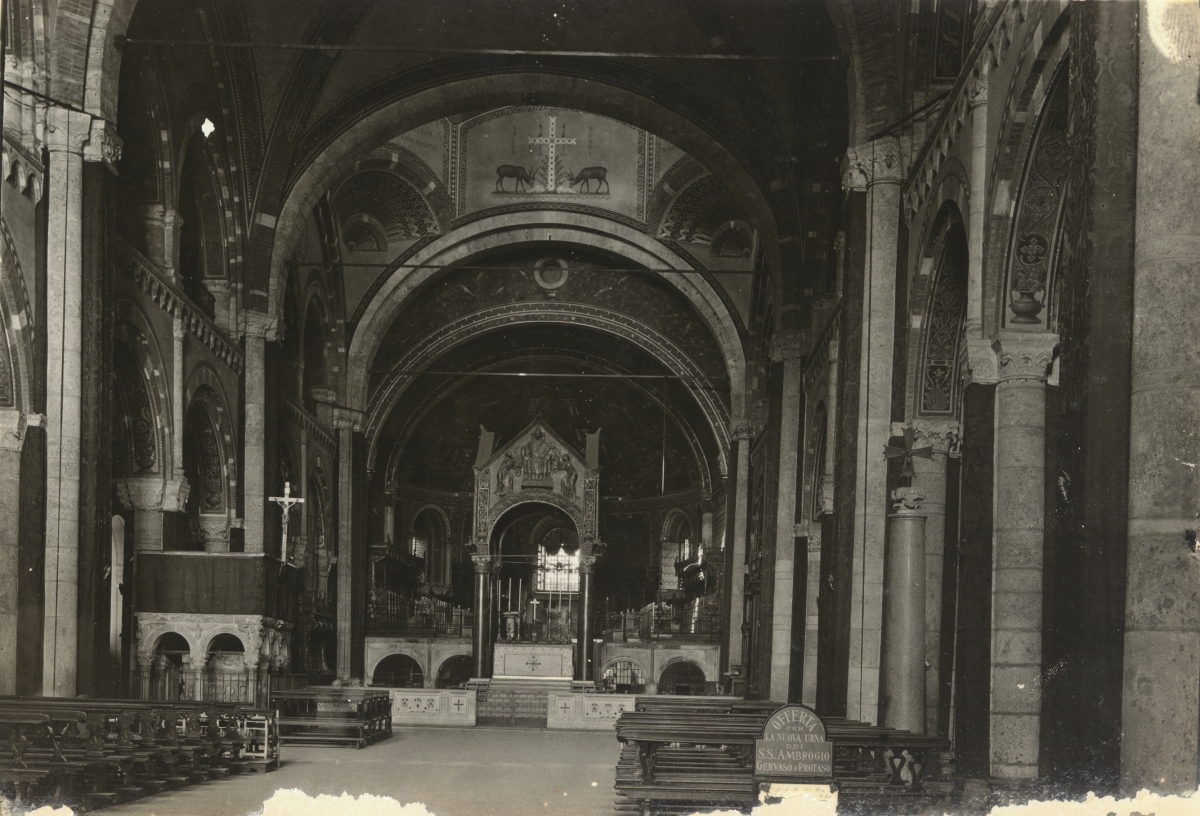
L'interno prima del 1923
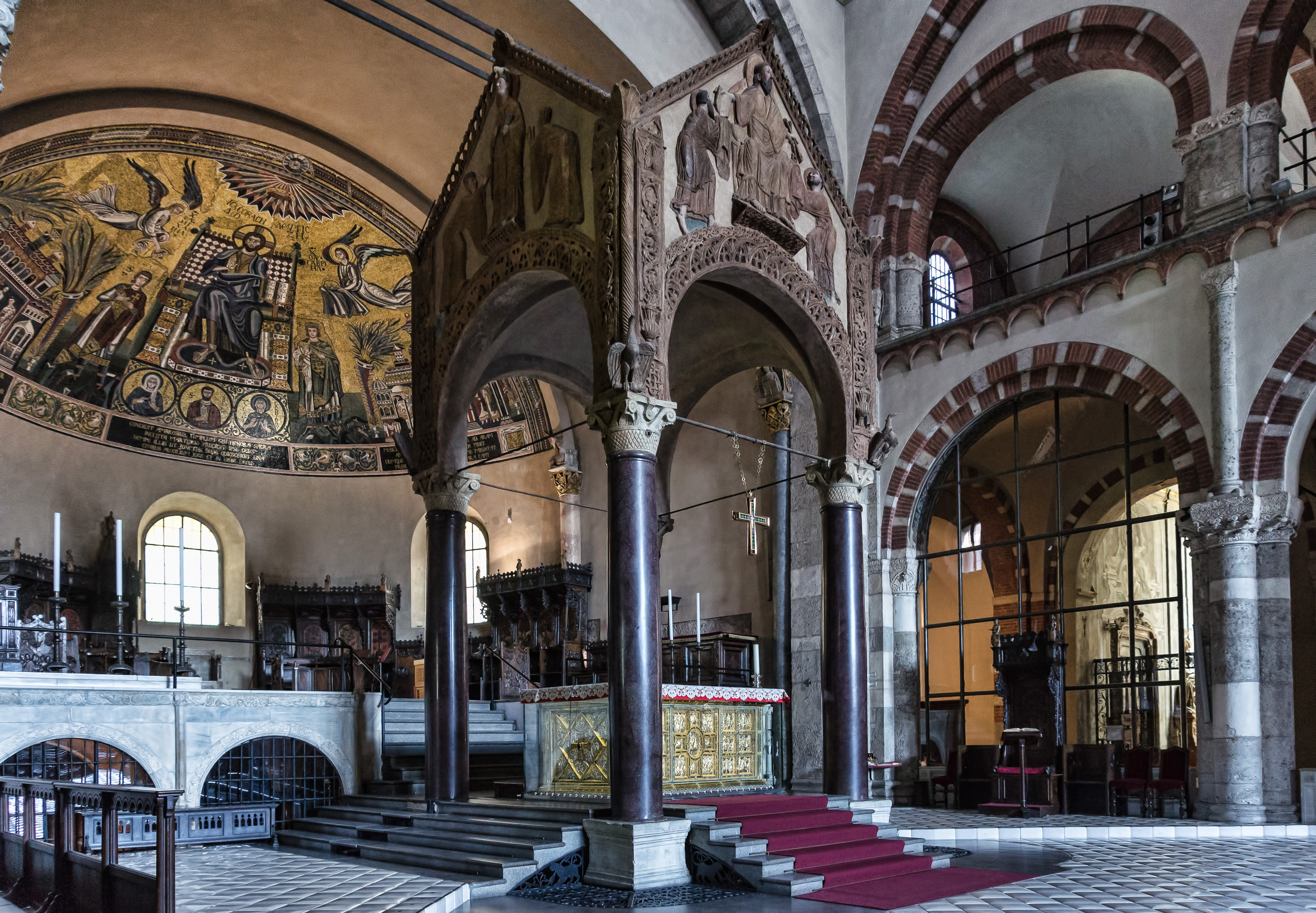
Il ciborio e l'abside
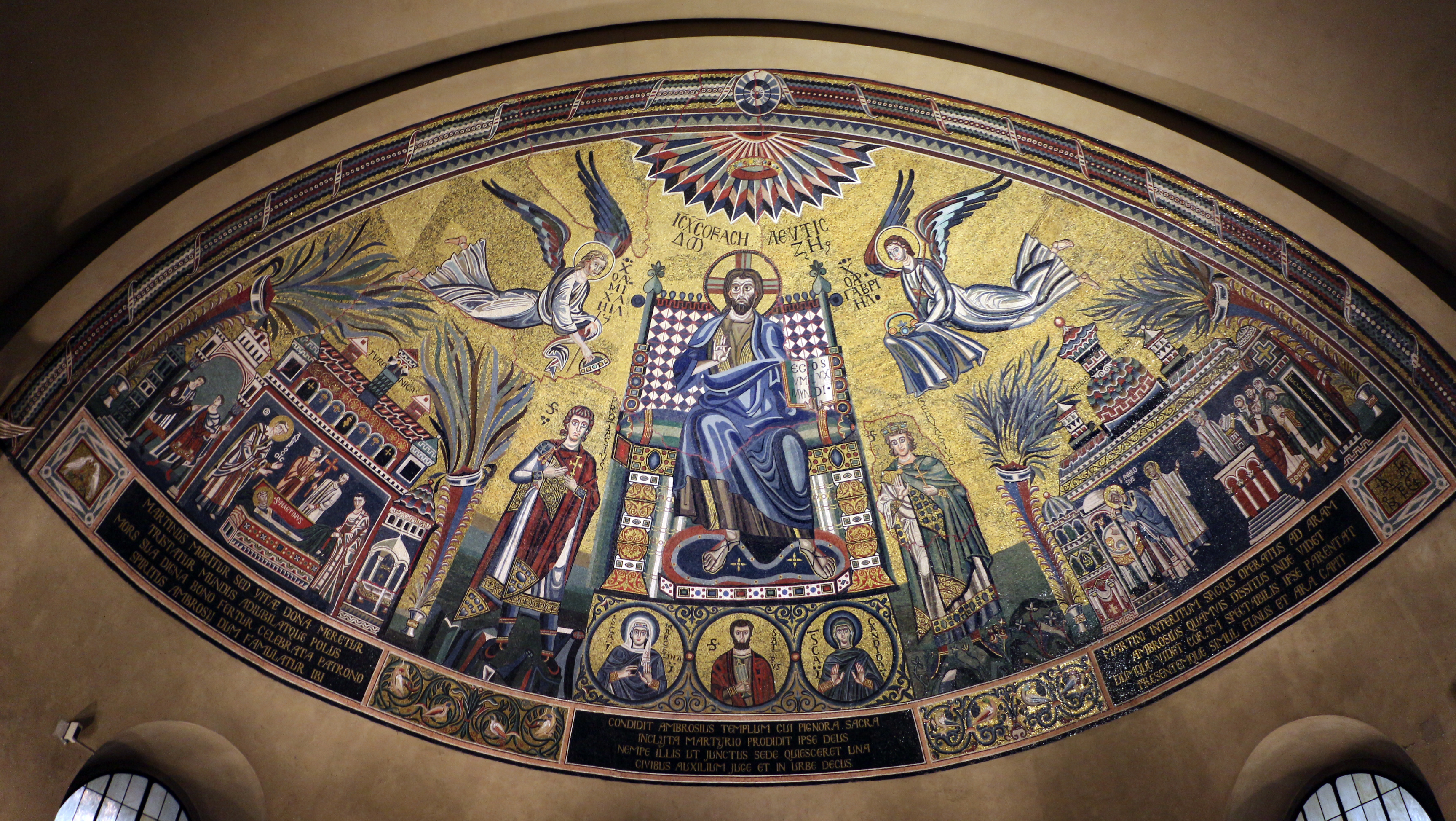
Il mosaico absidale
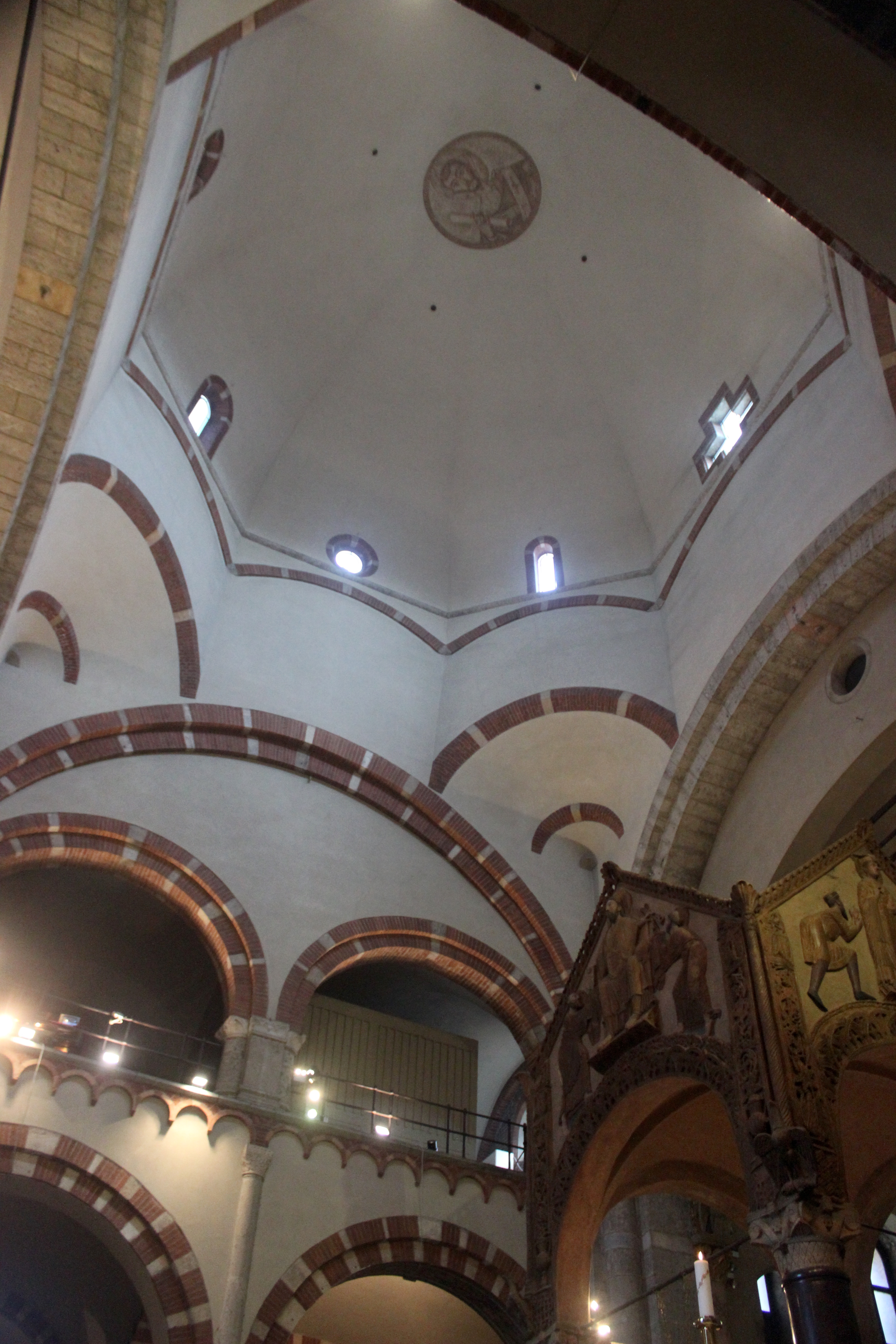
Interno del tiburio
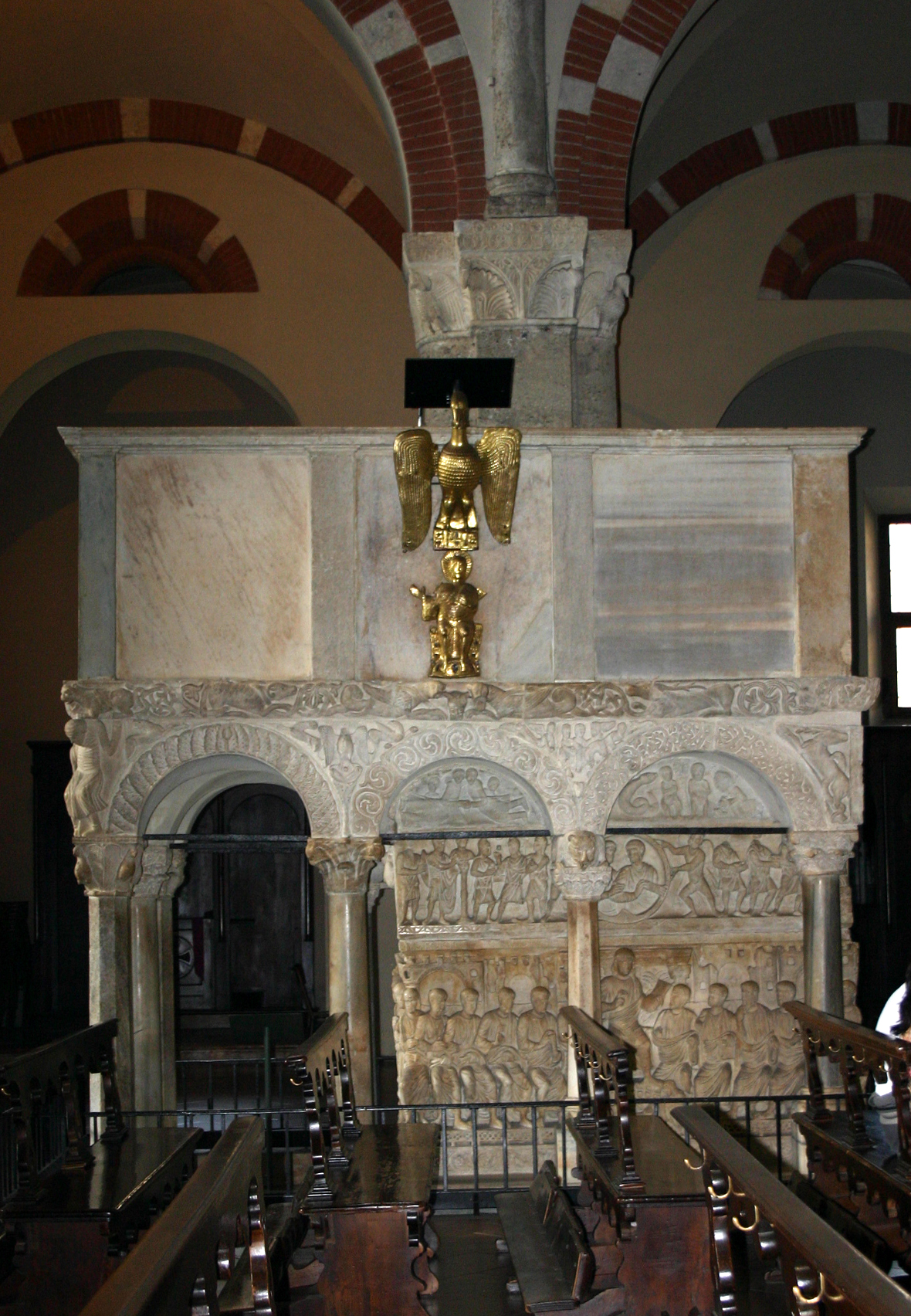
Il pulpito, databile al primo quarto del XII secolo ma con elementi di epoca più antica
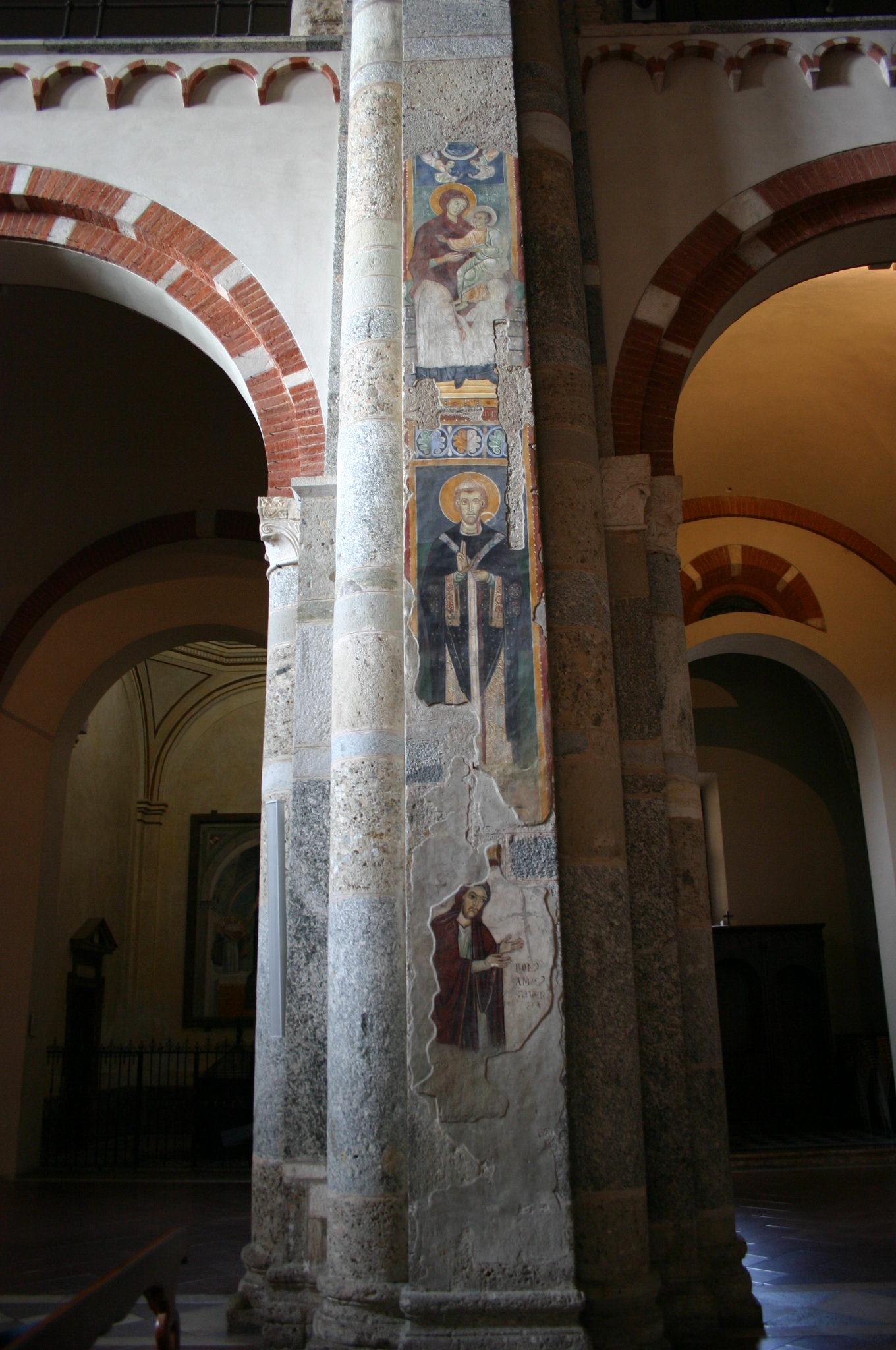
Affreschi su un pilastro della navata centrale

## Tradizioni e leggende

### La colonna del diavolo

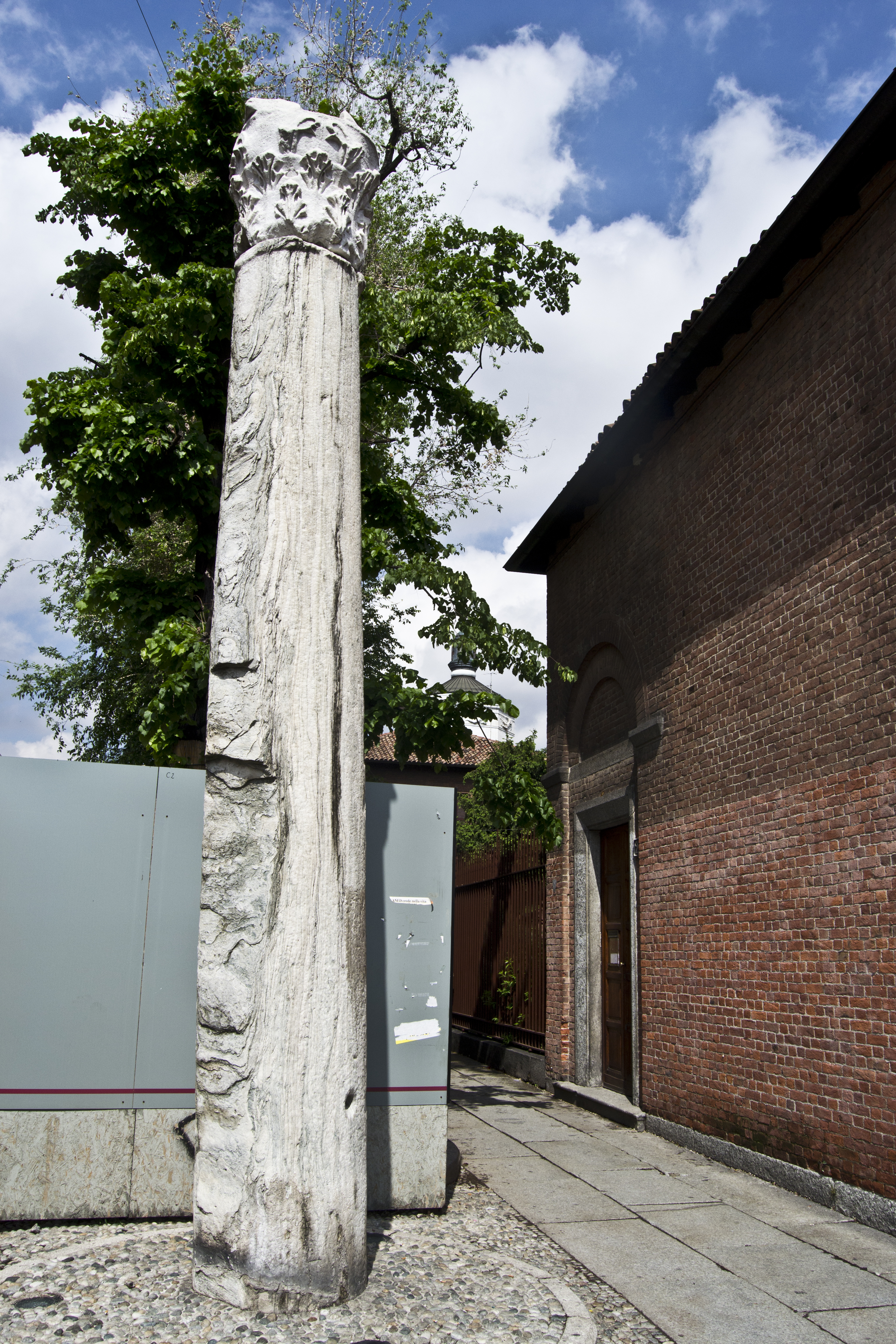
La colonna del Diavolo

In piazza Sant'Ambrogio, sul lato sinistro rispetto alla basilica, esternamente alla recinzione, è collocata una colonna, chiamata "colonna del Diavolo" oppure "colonna imperiale". Si tratta di una colonna di epoca romana che presenta due fori, oggetto di una leggenda secondo la quale la colonna fu testimone di una lotta tra sant'Ambrogio ed il diavolo. Il maligno, cercando di trafiggere il santo con le corna, finì invece per conficcarle nella colonna. Dopo aver tentato a lungo di divincolarsi, il demonio riuscì a liberarsi e, spaventato, fuggì. La tradizione popolare vuole che i fori odorino di zolfo e che appoggiando l'orecchio alla pietra si possano sentire i suoni dell'inferno.
In realtà questa colonna veniva usata per l'incoronazione degli imperatori germanici. Secondo quanto narra Galvano Fiamma, essi giuravano sul messale, ricevevano la corona ferrea e poi abbracciavano questa colonna:
(Galvano Fiamma, Chronichae)
Secondi gli studiosi, la colonna originariamente apparteneva al palazzo imperiale romano di Milano, costruito da Massimiano alla fine del III secolo e poi gradualmente demolito e spogliato dai suoi arredi tra la fine del dominio longobardo e la prima metà del X secolo.

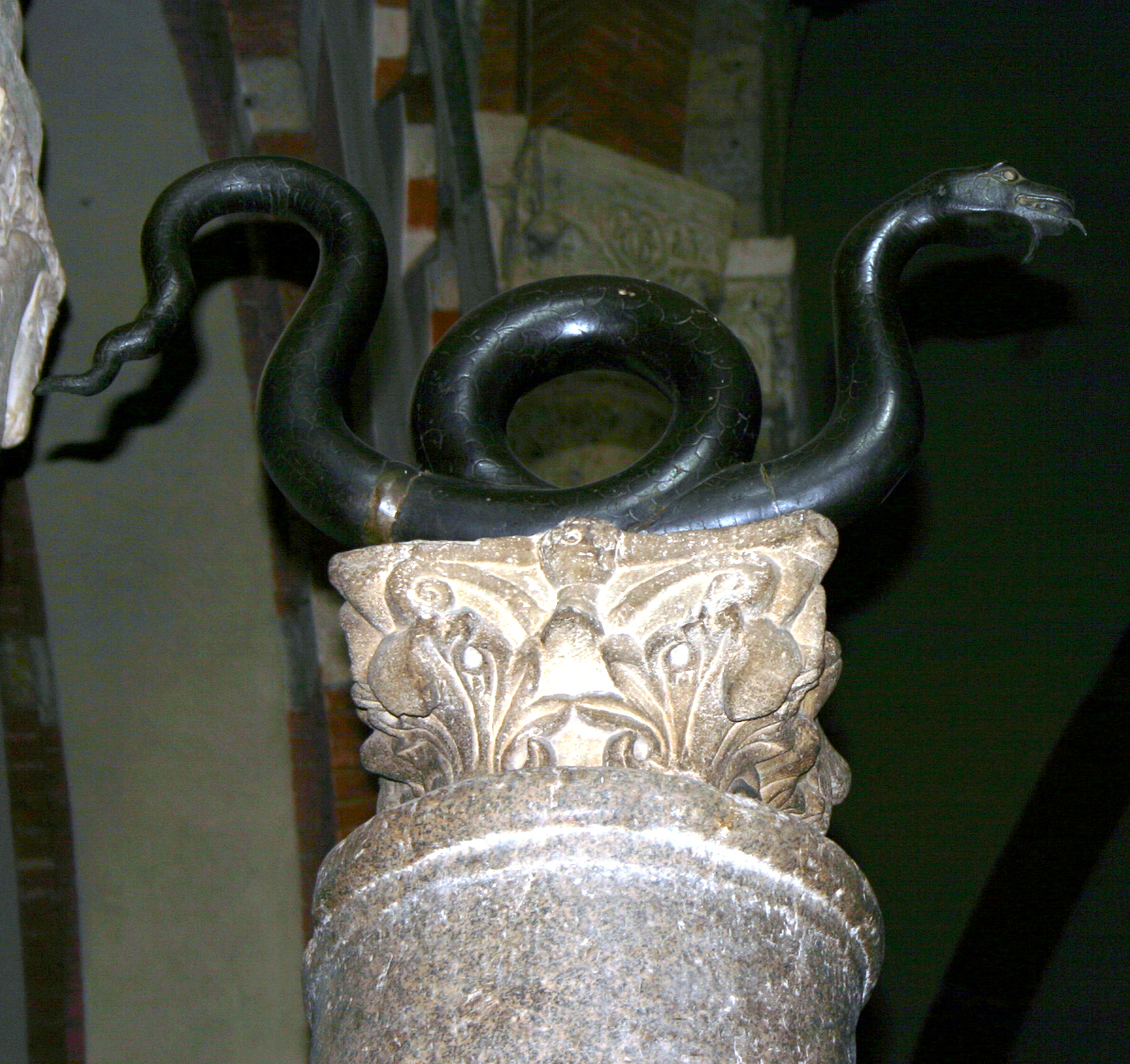
Il serpente di Mosè

### Il Serpente di Mosè
Su una colonna di granito antico-romana all'interno della basilica, poggia il Serpente di Mosè, che scappò all'ira iconoclasta del re Ezechia. È una scultura in bronzo (in passato creduta quella originaria di Mosè) donata dall'imperatore bizantino Basilio II nel 1007. Al serpente si indirizzano preghiere per scacciare alcuni tipi di malanni e si dice che la fine del mondo verrà preannunciata dalla sua discesa da questa colonna sulla quale è accoccolato.

### La fiera degli Oh Bej! Oh Bej!
Davanti alla basilica si è svolta annualmente la fiera degli Oh Bej! Oh Bej!, mercatino tipico del periodo natalizio milanese. Inizialmente gli Oh bej! Oh bej! si svolgevano presso piazza Mercanti; nel 1886 la manifestazione fu trasferita in piazza Sant'Ambrogio adiacente alla basilica, dove rimase per 120 anni fino al 2006, anno nel quale fu spostata lungo il Foro Buonaparte, nella zona intorno al Castello Sforzesco. Gli Oh bej! Oh bej! rappresentano una delle più antiche tradizioni milanesi, dato che risalgono al 1510. Si tengono generalmente dal 7 dicembre, giorno del santo patrono di Milano sant'Ambrogio, fino alla domenica successiva.

## Abati di Sant'Ambrogio

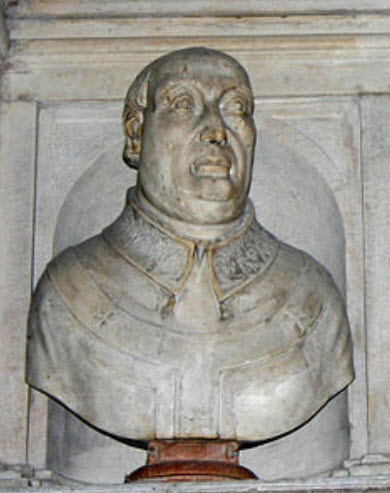
Giovanni Arcimboldi

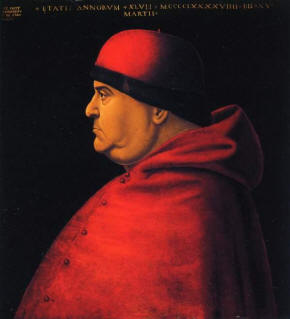
Ascanio Maria Sforza

Gli abati della basilica di Sant'Ambrogio hanno la prerogativa di essere abati mitrati e di essere ancora oggi insigniti d'ufficio dal Papa, per antichissima concessione mai revocata, del titolo di conti di Limonta e delle Tre Valli che compete loro ab antiquo, insieme al trattamento di "Eccellenza".
Su istanza dell'arcivescovo milanese Luigi Nazari di Calabiana, papa Pio IX, il 23 aprile 1874, col breve pontificio "Beatissimus Ambrosius" garantì alla chiesa di Sant'Ambrogio in Milano la restituzione del titolo di Basilica minore e concesse al prevosto della medesima l'uso degli abiti pontificali, inclusa la mitra, ma senza l'uso del pastorale. Papa Pio X, il 3 giugno 1904, col breve "Ecclesiasticos viros" concesse al prevosto della basilica di Sant'Ambrogio il titolo di abate mitrato assieme all'uso degli abiti pontificali, dello zucchetto nero filettato paonazzo (se non Vescovo), della croce pettorale, dell'anello vescovile con una sola gemma e del pastorale, prerogative ancora oggi in uso.
Segue l'elenco degli abati della basilica di Sant'Ambrogio di Milano, di cui si abbia memoria storica:
- Benedetto[N 3] (784 - 806)
- Arigauso (806 - 814)
- Diodato (814 - 835)
- Gaudenzo (835 - 842)
- Rachiberto (842 - 844)
- Andrea (844 - 856)
- Pietro I (856 - 858)
- Pietro II (30 agosto 858 - 14 ottobre 899)
- Gaidolfo (899 - 912)
- Sigifredo (912 - 931)
- Anselperto (931 - 938)
- Aupaldo I (937 - 944)
- Aupaldo II (944 - 966)
- Pietro III (aprile 966 - 985)
- Gaidoaldo (marzo 985 - 1000)
- Olderico (1000 - 1005)
- Giovanni I (1005 - 1013)
- Gotofredo I (1013 - 1018)
- Gotofredo II (1018 - 1028)
- Widone (1028 - 1035)
- Landolfo (1035 - 1063)
- Ariprando (1063 - 1078)
- Adelardo (1078 - 1087)
- Eriberto (1087 - 1099)
- Guglielmo I (1099 - 1102)
- Giovanni II (1102 - 1105)
- Guglielmo II (1105 - 1113)
- Giovanni III (1113 - 1135)
- Ottone (1135 - 1139)
- Wifredo (1139 - 1148)
- Martino (1148 - 1149)
- Giovanni IV da Arsago (1149 - 1156)
- Amizone della Croce (1156 - 1175)
- Giovanni V (1175 - 1184)
- Beltramo I (1184 - 1185)
- Ambrogio (1185 - 1199)
- Arialdo I da Melegnano (1199 - 1211)
- Rizardo (1211 - 1213)
- Arialdo II de' Conti (1213 - 1226)
- Ardengo Visconti (1226 - 1235)
- Guglielmo III Cotta (1235 - 1267)
- Sede vacante (1267 - 1275)
- Anselmo Garzatore (1274 - 1290)
- Bonifazio de' Ferrari (1291 - 1297)
- Astolfo da Lampugnano (1298 - 1327)
- Bartrando da Lampugnano[N 4](1300 - ?)
- Pietro Reinaluzio Corbario (1327)
- Giovanni VI Visconti (1327 - 1338)
- Antonio Visconti (1338 - 1357)
- Beltramo II Lampugnani (1357 - 1379)
- Guglielmo IV Lampugnani (1379 - 1384)
- Giulio Lampugnani (1384 - 1401)
- Giovanni Lampugnani (1401 - 1404)
- Cosimo Migliorati[36] (1404 - 1405)
- Manfredo della Croce[N 5] (1405 - 1425)
- Antonio II Ricci[N 6] (1425 - 1434)
- Facino Stefano Ghilini (1436 - 1440)
- Branda Castiglioni (1440 - 1443)
- Biagio Ghilini[N 7] (1443 - 1473)
- Pietro Riario (1473 - 1474)
- Stefano Nardini (1474 - 1485)
- Giovanni Arcimboldi (1485 - 1487)
- Ascanio Maria Sforza (1487 - 1497)
- Benedetto Crispi (1497)
- Agostino Sansoni (1497 - 1500)
- Basilio Casati (1500 - 1504)
- Alberto Tuti (1504 - 1507)
- Cherubino Crivelli (1505 - 1508)
- Eugenio da Busto (1508 - 1509)
- Bernardo Sansoni (1509 - 1512)
- Pacifico Bizzozzero (1510 - 1511)
- Ippolito Quadrio (1512 - 1513)
- Basilio Casati (1513 - 1514)
- Gabriele da Bologna (1514 - 1515)
- Alberto Tuti (1515 - 1519)
- Angelo Piatti (1519 - 1522)
- Pacifico Bizzozzero (1521 - 1522)
- Angelo Piatti (1525)
- Pacifico Bizzozzero (1525 - 1528)
- Costantino Giussani (1528 - 1529)
- Angelo Piatti (1529 - 1530)
- Gaspare Casati (1530 - 1531)
- Pacifico Bizzozzero (1531 - 1534)
- Giovenale (1534 - 1535)
- Pacifico Bizzozzero (1535 - 1537)
- Alessandro da Bernareggio (1537 - 1539)
- Angelo Appiani (1539 - 1540)
- Alessandro Appiani (1540 - 1542)
- Pacifico Bizzozzero (1542 - 1548)
- Angelo Appiani (1544 - 1545)
- Ilario Tadini (1548 - 1551
- Mattia Lazzari (1551 - 1554)
- Ilario Tadini (1554 - 1569)
- Marziale Risi (1555 - 1559
- Teofilo Appiani (1558 - 1559)
- Marziale Risi (1562 - 1566)
- Germano Castoldi (1562 - 1563)
- Eusebio Giletti (1569 - 1572)
- Marziale Risi (1572 - 1573)
- Cosimo Plantanedo (1573 - 1576)
- Gregorio Oscasalio (1576 - 1578)
- Giovenale Oroboni (1578 - 1579
- Cosimo Plantanedo (1579 - 1582)
- Silvestro da Rho (1582 - 1583)
- Gregorio Oscasalio (1583 - 1586)
- Giovenale Oroboni (1586 - 1592)
- Damiano Bizzozzero (1592 - 1594)
- Gervaso de Aldi (1594 - 1598)
- Claudio Gilberti (1598 - 1604)
- Gervaso de Aldi (1604 - 1609)
- Gabiele Massaroli (1609 - 1616)
- Giacomo Riva (1616 - 1619)
- Stefano Lonati (1619 - 1623)
- Cosimo Rainoni (1623 - 1631)
- Giacomo Riva (1631 - 1632)
- Giovanni Carlo Stampa (1632 - 1635)
- Ilarione Rancati (1635 - 1636)
- Sebastiano Contarini (1636 - 1641)
- Felice da Lodi (1641 - 1648)
- Attilio Pietrasanta (1648 - 1651)
- Carlo Emanuele Maldura (1651 - 1654)
- Attilio Pietrasanta (1654 - 1659)
- Cosimo Annoni (1659)
- Giuseppe Rainoldi (1659 - 1664)
- Nicolò Guinzoni (1664 - 1669)
- Giuseppe Rainoldi (1669 - ?)
- Giovanni Castiglioni (†1717)
- Calimero Cattaneo (XVIII secolo)
- Angelo Fumagalli (1773 - 1795)
- Gabrio Maria Nava (1795 - 1806)
- Francesco Maria Rossi (? - 1883)
- Giuseppe Bordoni (1885 - 1890)
- Gerolamo Comi (1890 - 1909)
- Carlo Barbavara di Gravellona (1909 - 1947)
- Ennio Bernasconi (1947 - 1960)
- Luigi Oldani (1960 - 1976)

+ Abate Vescovo ( Vescovo ausiliare di Milano )
- Libero Tresoldi (1976 - 1982)

+ Abate Vescovo ( Vescovo Ausiliare di Milano )
- Franco Verzeleri (1982 - 1997)
- Erminio De Scalzi (1997 - 2017)

+ Abate Vescovo ( Vescovo Ausiliare di Milano )
- Carlo Faccendini (dal 2017)

### Esplicative
1. ↑  Il mosaico, insieme alla volta che lo ospita, fu gravemente danneggiato nell'agosto del 1943; durante il tristemente noto bombardamento che distrusse la chiesa, una bomba penetrò nell'abside, danneggiando pesantemente il mosaico che, tuttora, mostra evidenti i segni del restauro operato successivamente.
2. ↑  Titolo ignorato dalla Repubblica italiana perché titolo nobiliare.
3. ↑  Citato in un documento del luglio 784 che, indirettamente, fornisce anche informazioni sulla fondazione del monastero di Sant'Ambrogio, ufficialmente datata al 23 ottobre 789. Benedetto fu investito della carica di abate di Sant'Ambrogio dall'arcivescovo di Milano Pietro I Oldrati e i beni del monastero furono confermati da Carlo Magno nell'aprile 790 da Worms.
4. ↑  Anti-abate.
5. ↑  Benedettino cluniacense qualificato religioso del duca Filippo Maria Visconti, deceduto e sepolto in sant'Ambrogio.
 Giulio Ferrario, Monumenti sacri e profani dell'imperiale e reale Basilica di Sant' Ambrogio in Milano, Milano, 1824,  p. 179.
6. ↑  Alla morte di Antonio Ricci, deceduto nel viaggio a Basilea per un'ambasciata al Re d'Aragona, la successione è lungamente discussa al Concilio di Basilea. Si giunge alla nomina di Facino Stefano Ghilini due anni più tardi.
 Massimo Zaggia, Linee per una storia della cultura in Lombardia dall'età di Coluccio Salutati a quella del Valla (PDF), in Carlo Rossi (a cura di), Traditio et renovatio 5, Le strade di Ercole. Itinerari umanistici e altri percorsi, Tarvanuzze - Impruneta (Firenze), Edizioni del Galluzzo, 2010,  pp. 102, 104, ISBN 978-88-8450-360-2 (archiviato dall'url originale il 4 febbraio 2015).
7. ↑  Il Guasco, nelle sue Tavole genealogiche di famiglie nobili alessandrine e Monferrine, fornisce una data precisa per la sua elezione ad abate fissata al 9 aprile 1440, lo stesso anno è confermato nel libro Delle antichità longobardico-milanesi, mentre Massimo Zaggia in Linee per una storia della cultura in Lombardia lo vuole abate già nel 1437.

### Bibliografiche
1. ↑  Cattolica, Guida alla Diocesi di Milano, Edizione 2012
2. 1 2 3 4 5 6 7 8 9 10 11 12 13 14 15 16 17 18 19 20 21 22 23 24 25 26 27 28 29   La Basilica di Sant'Ambrogio, su milanoarcheologia.beniculturali.it. URL consultato il 19 febbraio 2020.
3. 1 2 3 4 5 6 7 8 9 10 11 12 13   La basilica di Sant'Ambrogio, su italiamedievale.org. URL consultato il 19 febbraio 2020.
4. ↑   Monastero di Sant'Ambrogio, benedettini, su lombardiabeniculturali.it. URL consultato il 22 febbraio 2020.
5. 1 2 3   L'altare d'oro della basilica di sant'Ambrogio a Milano (PDF), su artipreziose.it. URL consultato il 22 febbraio 2020.
6. 1 2 3   Campanile dei monaci di Sant'Ambrogio, su lombardiabeniculturali.it. URL consultato il 22 febbraio 2020.
7. 1 2 3 4 5 6 7 8 9 10 11 12 13 14 15 16 17  Tettamanzi, cap. "Sant'Ambrogio MILANO".
8. ↑   La basilica di Sant'Ambrogio, su touringclub.it. URL consultato il 22 febbraio 2020.
9. 1 2 3 4 5 6 7 8 9 10   Campanile dei canonici di Sant'Ambrogio, su lombardiabeniculturali.it. URL consultato il 22 febbraio 2020.
10. ↑   Storia d'Italia Dalla caduta dell'Impero romano in occidente sino ai nostri tempi, su books.google.it. URL consultato il 22 febbraio 2020.
11. ↑   Pietro Verri, Storia di Milano, Lulu,  p. 56.
12. ↑  Giulini, Memorie, vol. II, p. 88
13. 1 2 3   La basilica di Sant'Ambrogio, su lombardiabeniculturali.it. URL consultato il 22 febbraio 2020.
14. ↑   La basilica di Sant'Ambrogio a Milano, su vaticano.com. URL consultato il 22 febbraio 2020.
15. ↑   Verdi monumentale e I lombardi alla prima crociata, su culturamente.it. URL consultato il 24 febbraio 2020.
16. ↑   Sant' Ambrogio, su PoesieRacconti. URL consultato il 6 febbraio 2025.
17. ↑   Milano è in California: visitando l'università spunta Sant'Ambrogio, su ilgiornale.it. URL consultato il 24 febbraio 2020.
18. ↑   La rinascita della basilica ambrosiana (PDF), su bollettinodarte.beniculturali.it. URL consultato il 22 febbraio 2020.
19. ↑   Armando Stella, Cantiere per i box in Sant'Ambrogio, spuntano le ossa dei martiri romani, su Corriere della Sera Milano. URL consultato il 6 febbraio 2025.
20. ↑  Claudio Mamertino, Panegyricus genethliacus Maximiano Augusto, 11; Acta Sanctorum, Maggio II, pp. 287-290.
21. ↑   La basilica di Sant'Ambrogio, su artefedelombardia.it. URL consultato il 22 febbraio 2020 (archiviato dall'url originale il 19 gennaio 2020).
22. 1 2   Romanico lombardo, su hisour.com. URL consultato il 22 febbraio 2020.
23. ↑  Colombo, 2014, p. 300.
24. 1 2 3 4 5 6 7 8 9 10 11 12 13 14 15 16   La basilica di Sant'Ambrogio, su sites.google.com. URL consultato il 22 febbraio 2020 (archiviato dall'url originale il 17 ottobre 2020).
25. ↑   Canonica di Sant'Ambrogio, su lombardiabeniculturali.it. URL consultato il 23 febbraio 2020.
26. ↑   Oratorio di San Sigismondo, su lombardiabeniculturali.it. URL consultato il 23 febbraio 2020.
27. ↑   Monastero di Sant'Ambrogio (ex), su lombardiabeniculturali.it. URL consultato il 23 febbraio 2020.
28. ↑  Dossier arte plus, vol.3, Editore: Giunti Scuola, A cura di: C. Pescio, Data di Pubblicazione: 2016, ISBN 8809817788, pag. 44
29. ↑   Sant'Ambrogio a Milano - Interno, su medioevo.org. URL consultato il 23 febbraio 2020.
30. ↑   La leggenda della colonna del diavolo, su zonasantambrogio.com. URL consultato il 24 febbraio 2020 (archiviato dall'url originale il 24 settembre 2020).
31. ↑   I monumenti esoterici d'Italia, di Fabrizio Falconi, su books.google.it. URL consultato il 25 febbraio 2020.
32. ↑   S. Latuada, Descrizione di Milano, IV, 1738,  pp. 326-327.
33. ↑   Il serpente di bronzo di Sant'Ambrogio, su milanofree.it. URL consultato il 24 febbraio 2020.
34. ↑   Francesca Belotti e Gian Luca Margheriti, Le antiche origini degli «Oh Bej! Oh Bej!», su corriere.it, RCS MediaGroup, 30 novembre 2007. URL consultato il 5 dicembre 2008 (archiviato dall'url originale il 2 dicembre 2007).
35. ↑  Aresi, Insignis basilicae et imperialis coenobii s. Ambrosii maioris mediolani abbatum chronologica series ab initio fundatae abbatiae ad haec vsque tempora per compendium deducta a d. Bartholomaeo Aresio eiusdem coenobij monacho
36. ↑  Cosimo dei Meliorati o Meliorato.  Franca Petrucci, Manfredo della Croce, su Treccani.it L'Enciclopedia Italiana, Treccani.